# Nhậm Hiền Tề
Nhậm Hiền Tề (sinh ngày 23 tháng 6 năm 1966) là một nam ca sĩ kiêm diễn viên người Đài Loan.

## Tiểu sử
Nhậm Văn Tường, cha của Nhậm Hiền Tề là giáo viên tiểu học. Năm 1949, cha anh theo bộ đội tàn dư Quốc dân đảng sang Việt Nam. Sau di cư qua Đài Loan. Nhậm Hiền Tề là con trai cả, tên được cha đặt, "Hiền" là tự bối của anh, tên anh có ý nghĩa "Kiến hiền tư tề" (見賢思齊).
Nhậm Hiền Tề  lúc còn học đại học đã cùng bạn thân thành lập Ban nhạc ATP, biểu diễn vòng quanh các trường đại học và trở thành DJ rất nổi tiếng trong khuôn khổ các trường đại học. Vào năm cuối đại học (1990) anh được công ty đĩa hát Tân Cách phát hiện, sau đó ký hợp đồng ca sĩ, cùng các ca sĩ khác cho ra album đầu tiên mang tên "Chạy Về Phía Cầu Vồng".
Trong 2 năm ngắn ngủi 1990-1991 ở Tân Cách, Nhậm Hiền Tề phát hành thêm 3 album cá nhân nhưng thành tích vẫn không khá hơn, sau đó Nhậm Hiền Tề chuyển sang công việc đóng phim và chủ trì tiết mục, trở thành tiểu sinh được yêu thích của màn ảnh nhỏ, nhưng lại đúng lúc đó anh phải nhập ngũ và phải tạm ngưng sự nghiệp.
Năm 1994, Nhậm Hiền Tề xuất ngũ mới phát hiện công ty Tân Cách đã phá sản và hợp đồng thu âm của anh rơi vào một công ty âm nhạc đang rất nổi tiếng thời bấy giờ là Cổn Thạch.
Từ 1994-1996 là thời gian ảm đạm nhất của Nhậm Hiền Tề vì công ty Cổn Thạch có quá nhiều ca sĩ nổi tiếng, Nhậm Hiền Tề chờ đợi hơn hai năm cũng không đến lượt anh có thể phát hành đĩa hát, nên thời gian đó anh cũng vẫn làm những công việc ngoài ca hát để kiếm thêm thu nhập như làm VJ chủ trì tiết mục, nhân viên hậu đài và những tiết mục do anh dẫn rất được cả người lớn lẫn thiếu nhi ở Đài Loan yêu thích….
Tháng 6-1996, album đầu tiên tại Cổn Thạch mang tên "Chỗ Dựa - Nhậm Hiền Tề - I Feel Good" ra đời, album với lượng tiêu thụ hơn 200 ngàn bản, dù được yêu thích nhưng vẫn chưa có thể gọi là đã nổi tiếng, vì album này không được truyền bá rộng rãi nên cái tên Nhậm Hiền Tề vẫn gói gọn ở khu vực đảo Đài Loan…
Tháng 12-1996, album thứ hai tại Cổn Thạch là "Mềm Lòng" được phát hành một cách yên ắng, không có hoạt động tuyên truyền. Nhậm Hiền Tề có ý định rằng nếu album này không thành công anh sẽ chuyển hướng làm phóng viên thể thao, hoặc từ giã ca hát mà trở thành diễn viên..
Đầu năm 1997, bỗng nhiên có rất nhiều người bạn tại Đại Lục gọi điện thoại báo tin cho Nhậm Hiền Tề biết là anh hiện đang rất nổi tiếng, hiện tại trên toàn lãnh thổ ở Trung Quốc Đại Lục chỉ nghe có một bài hát "Mềm Lòng" mà thôi. Single "Mềm Lòng" của anh phát hành tại đây đã bán được hơn 26 triệu bản, Nhậm Hiền Tề trở thành Tân Thiên Vương châu Á. Tổng cộng đến nay single đã tiêu thụ trên 31 triệu bản và chưa có nghệ sĩ nào tại châu Á phá vỡ kỉ lục này của anh.
08-1998 Nhậm Hiền Tề cho ra album thứ 4 tại Cổn Thạch mang tên "Yêu Như Thái Bình Dương", trong đó ca khúc "Cô gái trước mắt nhìn sang anh" một lần nữa gây cơn sốt. Với lượng tiêu thụ chỉ tính riêng tại Đài Loan đã lên tới con số 14 triệu đĩa, đánh bại mọi kỉ lục và các Thiên Vương Thiên Hậu cùng thời điểm đó, đưa Nhậm Hiền Tề lên vị trí Nhất huynh trong các Thiên Vương châu Á.

## Lý lịch trích ngang
- Tên: Nhậm Hiền Tề [3]
- Xuất xứ của tên: Nhậm Nhân Duy Hiền - Kiến Hiền Tư Tề 任人唯賢 見賢思齊
- Ngày tháng năm sinh: ngày 23 tháng 6 năm 1966 (Tết Đoan ngọ năm Bính Ngọ)
- Nơi sinh: Điền Trung - Chương Hóa - Đài Loan
- Nguyên quán: Vũ Xương - Vũ Hán - Hồ Bắc
- Chiều cao: 177 cm
- Dân tộc: Hán tộc
- Gia đình: cha, mẹ, chị, em gái (tất cả đều làm giáo viên) 
Tina (vợ), Rati (con gái, sinh ngày ngày 4 tháng 5 năm 2005), Cody (con trai, sinh ngày ngày 13 tháng 2 năm 2008)
- Học lực: Đại học Văn hóa Đài Bắc Hệ Thể thao
- Khả năng ngôn ngữ: tiếng Quan Thoại, Đài ngữ, tiếng Quảng Đông, tiếng Anh
- Nghề nghiệp chính: Ca sĩ, Diễn viên
- Nghề nghiệp phụ: Tay đua mô tô
- Nghề nghiệp đầu tiên: Vận động viên, DJ, VJ dẫn chương trình
- Loại nhạc thể hiện: Mandopop
- Năm vào ngành giải trí: 1990

- Năm đầu đại học tự lập ban nhạc rock ATP đảm nhận hát chính và chơi Guitar.
- Đại học năm thứ hai bắt đầu làm DJ, tham gia hơn 100 tour diễn vòng quanh các trường đại học, trở thành một DJ rất nổi tiếng, bắt đầu chọn công việc giải trí làm kế sinh nhai.
- Đại học năm thứ tư được công ty đĩa hát phát hiện ký hợp đồng làm ca sĩ và phát hành album đầu tay, đóng phim truyền hình, làm VJ…
- Năm bắt đầu thành danh: 1997

- Bài hát "Mềm Lòng" giúp Nhậm Hiền Tề sau một đêm trở thành minh tinh, đến "Cô Bé Đối Diện Nhìn Qua Đây" khiến anh trở thành Thiên Vương châu Á
- Năm 2007, Nhậm Hiền Tề đến Hồng Kông định cư để tiện cho việc đóng phim ở Hồng Kông và đi lại giữa Trung Quốc và Hồng Kông, anh hiện đang sống cùng vị hôn thê và hai đứa con của mình.

## Thành lập công ty riêng
Năm 2008, sau khi kết thúc hợp đồng với công ty đĩa hát cũ, Nhậm Hiền Tề đã ký hợp đồng với công ty đĩa hát Đông Á East Asia Music (thuộc tập đoàn Hoàn Á Media Asia Entertainment Group), sau đó một năm, anh nhập cổ phần vào công ty Hoàn Á và sáng lập công ty quản lý nghệ sĩ Đại Nhạc Mountain Entertainment, với mô hình quản lý nghệ sĩ ở mảng âm nhạc, và sẽ mở rộng vào lĩnh vực điện ảnh và đào tạo ca sĩ mới trong tương lai.
- Các nghệ sĩ trực thuộc công ty anh gồm:
  - Tô Vĩnh Khang (Ký hợp đồng vào năm 2011)
  - Trịnh Gia Gia (Ký hợp đồng vào năm 2011)
  - Châu Lệ Kỳ (Ký hợp đồng vào năm 2012)
  - Lương Hán Văn (Ký hợp đồng vào năm 2013)
  - Huỳnh Gia Cường (Ký hợp đồng vào năm 2013)
  - La Đại Hựu (Ký hợp đồng vào năm 2014)

## Âm nhạc
- Nhậm Hiền Tề gia nhập làng giải trí một cách ngẫu nhiên, khi vào năm thứ tư Đại học, anh được người thầy dạy đàn guitar giới thiệu vào công ty âm nhạc dân gian Tân Cách, sau đó phát hành 3 album liền trong 2 năm.
- Năm 1994, Nhậm Hiền Tề giải ngũ trở về, mới biết công ty Tân Cách đã phá sản, và sáp nhập vào công ty âm nhạc Cổn Thạch - là công ty âm nhạc lớn nhất nhạc đàn Hoa ngữ lúc bấy giờ, quản lý hơn 100 ca sĩ nổi tiếng trải dài từ Đài Loan, Hồng Kông, Singapore, Trung Quốc. Hợp đồng của anh ở Tân Cách cũng được chuyển nhượng, nên Nhậm Hiền Tề vô tình trở thành ca sĩ của công ty lớn.
- Do quy mô của công ty Cổn Thạch quá lớn, nên cơ hội phát hành đĩa nhạc không đến lượt của anh. Trong 2 năm ở Cổn Thạch, anh chỉ làm những công việc lặt vặt không liên quan đến chuyên môn ca sĩ, và tại đây anh gặp và quen biết nhà chế tác, nhạc sĩ Tiểu Trùng. Khi công ty có ý định chấm dứt hợp đồng với anh vào năm 1996, Tiểu Trùng đã giữ anh lại và đưa anh sang Mỹ, thu âm album đầu tay Chỗ Dựa.
- Album đầu tay ở Cổn Thạch bán khá chạy, Nhậm Hiền Tề có cơ hội ký tiếp hợp đồng. Cuối năm 1996, Tiểu Trùng lại đưa anh sang Mỹ, thu âm album Mềm Lòng, không ngờ album này sau khi phát hành lại tạo một cơn sốt hâm mộ cực kỳ lớn tại Trung Quốc, phá vỡ rất nhiều kỷ lục trước đây, và trở thành một trong 10 sự kiện lớn của Trung Quốc vào năm 1997 (bao gồm sự kiện Hồng Kông được trao trả cho Trung Quốc năm 1997). (Bài hát Mềm lòng được ca sĩ Đan Trường cover lại với tên Tình vỗ cánh bay)
- Năm 1998, Nhậm Hiền Tề phát hành album thứ 4 tại Cổn Thạch, với bài hát hit Cô bé đối diện nhìn sang đây (ca sĩ Lam Trường cover lại với tên Kan Guo Lai), một lần nữa đưa anh lên đỉnh cao sự nghiệp âm nhạc. Album có số bán ra đạt kỉ lục hơn triệu bản chỉ tính riêng tại Đài Loan[4], và trở thành album cuối cùng có số bán ra hơn triệu bản ở Đài Loan, đến nay chưa có album của ca sĩ nào phát hành tại Đài Loan phá được kỉ lục.
- Năm 2005, khi kết thúc hợp đồng 10 năm với Cổn Thạch, Nhậm Hiền Tề đầu quân sang công ty đĩa hát EMI với hy vọng được hợp tác, tiếp xúc với các ca, nhạc sĩ trẻ tại đây. Trong 2 năm ở Bách Đại, Nhậm Hiền Tề phát hành 2 album tiếng Quan Thoại.
- Năm 2007, Nhậm Hiền Tề di dân sang Hồng Kông để phát triển sự nghiệp điện ảnh ở Hồng Kông và để dễ dàng đi lại biểu diễn ở Trung Quốc.
- Năm 2008, anh ký hợp đồng với công ty đĩa hát Đông Á Hồng Kông - công ty con của tập đoàn Hoàn Á (một tập đoàn gồm công ty điện ảnh, công ty âm nhạc, công ty quản lý nghệ sĩ...). Nhậm Hiền Tề phát hành 2 album tại đây trước khi chuyển sang công ty âm nhạc Hoàn Á vào năm 2011.
- Năm 2009, Nhậm Hiền Tề nhập cổ phần vào tập đoàn Hoàn Á, và thành lập công ty quản lỳ nghệ sĩ Đại Nhạc, chuyên quản lý, phát hành album, tổ chức buổi hòa nhạc cho các ca sĩ.

### Công ty âm nhạc, quản lý đang trực thuộc
- Nhậm Hiền Tề hiện trực thuộc công ty đĩa hát Hoàn Á - Media Asia Music (thuộc tập đoàn Hoàn Á - Media Asia Group) tại Hồng Kông từ tháng 11/2011.
- Ngoài ra, album nhạc, các buổi hòa nhạc của Nhậm Hiền Tề tại Đài Loan sẽ do Tương Tín - B'in Music và Hoa Nạp - Warner Music Taiwan phát hành.
- Những buổi biểu diễn, buổi hòa nhạc của Nhậm Hiền Tề tại Trung Quốc sẽ do công ty Đại Nhạc - Mountain Entertainment của anh phụ trách.

### Từng trực thuộc công ty
- Công ty âm nhạc: Tân Cách Đài Loan (từ năm 1990 đến năm 1992) Tân Cách hiện đã sáp nhập Cổn Thạch
- Công ty âm nhạc: Cổn Thạch Đài Loan - Rock Records (từ năm 1994 đến năm 2005)
- Công ty âm nhạc: Bách Đại Đài Loan - EMI Music (từ tháng 5/2005 đến tháng 4/2008)
- Công ty âm nhạc: Đông Á Hồng Kông - East Asia Music (thuộc tập đoàn Hoàn Á - Media Asia Group) (từ tháng 4/2008 đến tháng 11/2011)

### Album đã phát hành
| STT | Năm  | Album                                               | Tiềng Anh                      | Tiếng Hoa               | Phát hành  | Công ty phát hành                                 | Ghi chú  |
| --- | ---- | --------------------------------------------------- | ------------------------------ | ----------------------- | ---------- | ------------------------------------------------- | -------- |
| 1   | 1990 | Hỏi Lại Lần Nữa                                     | Ask Again                      | 再問一次                | 01/12/1990 | Tân Cách (đã sáp nhập Cổn Thạch)                  | CD       |
| 2   | 1991 | Lạnh Nhạt và Dịu Dàng                               | Cold & Tender                  | 冷漠與溫柔              | 01/01/1991 | Tân Cách (đã sáp nhập Cổn Thạch)                  | CD       |
| 3   | 1991 | Bay Đến Bầu Trời Của Mình                           | Fly To My Own Sky              | 飛向自己的天空          | 01/06/1991 | Tân Cách (đã sáp nhập Cổn Thạch)                  | CD       |
| 4   | 1996 | Chỗ Dựa                                             | I Feel Good                    | 依靠                    | 14/06/1996 | Cổn Thạch (Rock Records)                          | CD       |
| 5   | 1996 | Mềm Lòng                                            | Too Soft Hearted               | 心太軟                  | 24/12/1996 | Cổn Thạch (Rock Records)                          | CD       |
| 6   | 1997 | Tổn Thương                                          | Hurt Badly                     | 很受傷                  | 01/12/1997 | Cổn Thạch (Rock Records)                          | CD       |
| 7   | 1998 | Yêu Như Thái Bình Dương Tình yêu như biển Thái Bình | Love Like Pacific Ocean        | 愛像太平洋              | 01/08/1998 | Cổn Thạch (Rock Records)                          | 2CD      |
| 8   | 1999 | Tuyển Tập 1989 - 1999                               | Series Compilation & New Songs | 認真精選輯              | 25/06/1999 | Cổn Thạch (Rock Records)                          | 2CD      |
| 9   | 2000 | Vì Yêu Đi Đến Chân Trời                             | Desperate With Love            | 為愛走天涯              | 27/01/2000 | Cổn Thạch (Rock Records)                          | 2CD      |
| 10  | 2000 | Thiên Sứ - Huynh Đệ Tiểu Bạch Liễm                  | Angel Brother and Hunk         | 天使兄弟小白臉          | 05/12/2000 | Cổn Thạch (Rock Records)                          | CD + VCD |
| 11  | 2001 | Phi Điểu                                            | A Flying Bird                  | 飛鳥                    | 14/09/2001 | Cổn Thạch (Rock Records)                          | CD       |
| 12  | 2002 | Một Nhậm Hiền Tề                                    | One Richie                     | 一個任賢齊              | 05/09/2002 | Cổn Thạch (Rock Records)                          | CD + VCD |
| 13  | 2004 | Tình - Nghĩa                                        | The Years Of Richie            | 情義新歌+精選光耀全紀錄 | 25/03/2004 | Cổn Thạch (Rock Records)                          | 2CD      |
| 14  | 2005 | Lưỡng Cực                                           | So Far So Close                | 兩極                    | 31/12/2004 | Cổn Thạch (Rock Records)                          | CD + VCD |
| 15  | 2006 | Nơi Chốn Xưa                                        | Old Place                      | 老地方                  | 27/02/2006 | Bách Đại EMI\|(EMI Taiwan)                        | CD + VCD |
| 16  | 2007 | Nếu Như Không Có Em                                 | If Life's Goin' Without You    | 如果沒有你              | 26/04/2007 | Bách Đại EMI\|(EMI Taiwan)                        | CD       |
| 17  | 2009 | Tề Đãi Kỳ vọng                                      | R.S.V.P.                       | 齊待                    | 27/04/2009 | Đông Á (East Asia Music)                          | CD + DVD |
| 18  | 2010 | Lữ Khách Âm nhạc                                    | Music Traveller                | 音樂旅行者              | 28/05/2010 | Đông Á (East Asia Music) Cổn Thạch (Rock Records) | CD       |
| 19  | 2011 | Bất Tín Tà Tin vào chính mình                       | Daredevil Spirit               | 不信邪                  | 02/12/2011 | Hoàn Á (Media Asia Music) Tương Tín (B'in Music)  | CD + DVD |

### EP đã phát hành
| STT | Năm  | EP                          | Tiềng Anh           | Tiếng Hoa        | Phát hành  | Công ty phát hành        | Ghi chú                      |
| --- | ---- | --------------------------- | ------------------- | ---------------- | ---------- | ------------------------ | ---------------------------- |
| 1   | 1998 | Cô Bé Đối Diện Nhìn Qua Đây | Look Over Here Girl | 對面的女孩看過來 | 16/10/1998 | Cổn Thạch (Rock Records) | EP / ft A Ngưu, Lý Tâm Khiết |
| 2   | 1999 | Gấp Rút                     | Care                | 著緊             | 01/08/1999 | Cổn Thạch (Rock Records) | EP / Tiếng Quảng Đông        |
| 3   | 2000 | Tiểu Tuyết                  | A Little Snow       | 小雪             | 19/01/2000 | Cổn Thạch (Rock Records) | EP                           |
| 4   | 2002 | Tôi là người Giàu Có        | I’m A Rich Man      | 我是有錢人       | 06/02/2002 | Cổn Thạch (Rock Records) | EP                           |
| 5   | 2010 | Mau Phát Lì Xì              | Hong Bao Na Lai     | 紅包拿來         | 08/02/2010 | Đông Á (East Asia Music) | EP / ft Nông Phu             |

### CD / VCD / DVD / Blu-ray
| STT | Năm  | CD / VCD / DVD                     | Tiếng Anh                                    | Tiếng Hoa                | Phát hành  | Công ty phát hành                | Ghi chú                            |
| --- | ---- | ---------------------------------- | -------------------------------------------- | ------------------------ | ---------- | -------------------------------- | ---------------------------------- |
| 1   | 1990 | Chạy Về Phía Cầu Vồng              | Towards The Rainbow                          | 奔向彩虹                 |            | Tân Cách (đã sáp nhập Cổn Thạch) | CD tổng hợp                        |
| 2   | 1997 | Vì Yêu Mà Mềm Lòng                 | Soft Heart For Love                          | 為了愛而心太軟           | 01/09/1997 | Cổn Thạch (Rock Records)         | CD                                 |
| 3   | 1998 | Nhất Tề Úy Nhĩ                     |                                              | 一齊蔚你演唱會           |            | Cổn Thạch (Rock Records)         | VCD liveshow                       |
| 4   | 1999 | Tề Tích Live                       |                                              | 臺北齊跡Live演唱會       |            | Cổn Thạch (Rock Records)         | VCD / DVD                          |
| 5   | 1999 | Thiên Hàng Đại Nhậm                | 99' Richie First Concert                     | 任賢齊1st香港演唱會      | 01/10/1999 | Cổn Thạch (Rock Records)         | VCD liveshow                       |
| 6   | 2000 | Kẻ Lang Thang                      | Wanderer                                     | 流浪漢                   | 01/08/2000 | Cổn Thạch (Rock Records)         | CD tổng hợp ft Quang Lương, A Ngưu |
| 7   | 2002 |                                    | Richie's Concert In Hong Kong                | 任賢齊香港演唱會         |            | Cổn Thạch (Rock Records)         | VCD liveshow                       |
| 8   | 2003 | Tuyển tập 10 năm Kim Khúc          | 10 Years Selection                           | 臺灣男兒十年好歌精選輯   | 28/04/2003 | Cổn Thạch (Rock Records)         | CD                                 |
| 9   | 2003 | Đàn Ông Thật Hạnh Phúc             | A Wonderful Man                              | 男人真幸福               | 15/04/2003 | Cổn Thạch (Rock Records)         | CD tổng hợp ft Châu Hoa Kiện       |
| 10  | 2004 | Tề Tề Ngoạn                        |                                              | 任賢齊齊齊玩             | 05/08/2004 | Cổn Thạch (Rock Records)         | VCD / DVD                          |
| 11  | 2008 | Yêu và Được Yêu                    | Love & Beloved Concert                       | 任賢齊08演唱會           | 19/09/2008 | Đông Á (East Asia Music)         | CD / DVD                           |
| 12  | 2009 | Đông Á Hoa Tinh                    | East Asia Capital Artists Concert            | 東亞華星演唱會           | 11/02/2009 | Đông Á (East Asia Music)         | DVD / Bluray                       |
| 13  | 2013 | Cổn Thạch 30 Khoái Lạc Thiên Đường | Happy Paradise Rock Records 30th Anniversary | 快樂天堂 滾石30          | 27/11/2013 | Cổn Thạch (Rock Records)         | DVD / Bluray                       |
| 14  | 2013 | Nhạc phim Lan Lăng Vương           |                                              | 蘭陵王電視原聲帶         | 16/08/2013 | Tương Tín (B'in Music)           | CD                                 |
| 15  | 2014 | Nhạc phim Bộ Bộ Kinh Tình          |                                              | 步步驚情電視原聲帶       | 25/04/2014 | Tương Tín (B'in Music)           | CD                                 |
| 16  | 2014 | Live show vòng quanh Thế giới      | Richie's World Tour Live                     | 任賢齊'飆'世界巡迴演唱會 | 05/07/2014 | Hoa Nạp (Warner music)           | DVD 1+1 Limited Edition            |

### Đĩa đơn
- 挺到底 nhạc phim Ma Tổ dạo Đài Loan năm 2014
- 不在乎 nhạc phim Bộ Bộ Kinh Tình năm 2014
- 我的愛有你才完美 nhạc phim Đại Hán hiền hậu Vệ Tử Phu năm 2014
- 瘋狂的存在 trong Album nhạc phim Lăng Lan Vương năm 2013
- 傷心太平洋remix năm 2013 / CD phát hành trên mạng
- 我是一隻魚remix năm 2013 / CD phát hành trên mạng
- 浪花一朵朵remix năm 2013 / CD phát hành trên mạng
- 非常愛你 năm 2013 / CD phát hành trên mạng
- 大番薯 năm 2013 / CD phát hành trên mạng
- 爆掉 năm 2013 / CD phát hành trên mạng
- 北海任我行 năm 2012 / Không phát hành
- 北京祝福你 năm 2012 / Không phát hành
- 在你身邊 năm 2011 / Không phát hành
- 煙火 trong Album 煙火 của Lê Minh năm 2010
- 天長地久 năm 2010 / Không phát hành
- 四川依然美麗 năm 2010 / Không phát hành
- 在歲月飛揚 năm 2010 / Không phát hành
- You Are The Legend năm 2009 / Không phát hành
- 環保一齊來 năm 2009 / Không phát hành
- 共建家園 năm 2008 / Không phát hành
- 北京歡迎你 trong Album 北京2008年奥运会歌曲音乐选集 năm 2008
- 你身邊還有我們 năm 2008 / Không phát hành
- 最好的朋友 năm 2008 / Không phát hành
- 凱歌 năm 2008 / Không phát hành
- 有我在 năm 2005 / Không phát hành
- 愛 năm 2005 / Không phát hành
- 雄心飞扬 năm 2003 / Không phát hành
- I Love Hong Kong năm 2003 / Không phát hành
- 為自己鼓掌 trong Album 滚石群星2003中国足球歌曲大合辑 năm 2003
- 我愛上夏天 song ca cùng Ngũ Nguyệt Thiên / Không phát hành
- 月亮代表我的心 bản rap nhạc phim Tuyệt Chủng Hảo Nam Nhân / Không phát hành
- 三月小雨 trong Album 簡單情歌 của Huỳnh Phẩm Nguyên năm 2002
- 來去台北做歌星 trong Album 新寶島康樂隊第舞輯 năm 2000
- 大地之歌 năm 2000
- 美麗的澎湖灣
- 致敬
- 搖搖搖
- 花舞 song ca với Lý Tổ Ninh
- Yellow Submarine trong Album MY OH MY 至愛吾愛 của Châu Hoa Kiện năm 1999
- 水晶 trong Album 向前衝慶功終結版 của Từ Hoài Ngọc năm 1998
- OK? OK! trong Album 鴨子 của Tô Tuệ Luân năm 1996
- 一步邁開萬里雲 Nhạc phim Hoàng Phi Hồng và Thập Tam Dì năm 1994
- 花舞 trong Album 再看看我的眼 của Lý Tổ Ninh năm 1991
- 愛如影隨形 trong Album 同齡女子 của Trần Tùng Linh

### Các MV khác
- Diễn xuất trong MV Xin lỗi anh yêu của Lý Tổ Ninh
- Diễn xuất trong MV Beautiful Heartache của Kim Min Jong
- Diễn xuất trong MV Why của Kim Min Jong
- Đạo diễn MV Em ngủ chưa trong Album của Huỳnh Phẩm Nguyên

### Các sáng tác khác
- Sáng tác ca khúc 少女情懷 trong Album của Lý Tổ Ninh
- Sáng tác ca khúc 再看看我的眼 trong Album của Lý Tổ Ninh
- Sáng tác ca khúc 哥兒們 trong Album của An Hổ
- Sáng tác ca khúc 愛情躲避球 trong Album của Kha Hữu Luân 
(Nhậm Hiền Tề hát lại trong Album Lữ Khách Âm nhạc)
- Sáng tác ca khúc 來來來乾一杯 trong Album của Dương Tông Hiến 
(Nhậm Hiền Tề hát lại với tên Ủng hộ đến cùng (挺到底) trong phim điện ảnh Ma Tổ dạo Đài Loan)
- Sáng tác ca khúc 欠一個吻 trong Album của Huỳnh Phẩm Nguyên 
(Nhậm Hiền Tề hát lại với tên Thiên Trường Địa Cửu (天長地久) trong phim Long Phụng Điếm)
- Sáng tác ca khúc 好時光 trong phim Kim Ngọc Lương Duyên 
(do Hoắc Kiến Hoa và Đinh Đang song ca)

## Điện ảnh và Truyền hình
Ngoài vai trò ca sĩ, Nhậm Hiền Tề  còn là một diễn viên của điện ảnh Hồng Kông.

Năm 1998, anh tham gia đóng vai chính đầu tiên trong phim Tinh Nguyện của đạo diễn Mã Sở Thành, cùng với Trương Bá Chi, Nhậm Hiền Tề được đề cử vào danh sách nam nữ diễn viên chính xuất sắc nhất tại Liên hoan Phim Kim Tượng lần thứ 18 của hiệp hội Giải thưởng Điện ảnh Hồng Kông 
Năm 2000, Nhậm Hiền Tề tái hợp với đạo diễn Mã qua bộ phim ăn khách Summer Holiday, bộ phim phá kỉ lục phòng vé và nhận nhiều đề cử cho phim truyện xuất sắc nhất trong các liên hoan phim như Liên hoan phim châu Á-Thái Bình Dương lần thứ 45.
Năm 2004, Nhậm Hiền Tề phá cách qua vai diễn phản diện đầu tiên trong tác phẩm Đại Sự Kiện của đạo diễn Đỗ Kỳ Phong, bộ phim được đề cử các giải thưởng quốc tế như Liên hoan phim Cannes lần thứ 57.
Năm 2010, Nhậm Hiền Tề đoạt giải Nam diễn viên chính xuất sắc nhất qua vai diễn Cảnh sát Kỷ Thiếu Quần thủ đoạn, mưu mô trong phim Hỏa Long tại Liên hoan phim quốc tế Busan lần thứ 15 tại Hàn Quốc.

### Phim Điện ảnh
| Năm  | Tựa phim                                              | Tựa tiếng Anh / Tiếng Hoa / Phiên âm                                        | Vai diễn                                                 | Bạn diễn                                                            | Ghi chú |
| ---- | ----------------------------------------------------- | --------------------------------------------------------------------------- | -------------------------------------------------------- | ------------------------------------------------------------------- | --- |
| 2014 | Bành Hồ Loan Của Tôi                                  | All You Need Is Love 我的澎湖灣 Wǒ De Péng Hú Wān                           | A Phú (nam chính)                                        | Thư Kỳ Cửu Khổng Địch Long                                          | Nước sản xuất: Đài Loan Đạo diễn: Nhậm Hiền Tề, La An Đắc Khai máy: 04/2014 Công chiếu: Địa điểm quay: Bành Hồ                                                    |
| 2013 | Ngày 1 tháng 5                                        | First of May 五月一號 Wǔ Yuè Yī Hào                                         | Lâm Khắc Minh (nam chính)                                | Giả Tịnh Văn Tôn Bằng Đà Tông Hoa Dương Kỳ                          | Nước sản xuất: Đài Loan Đạo diễn: Châu Cách Thái Khai máy: 09/2013 Công chiếu: Địa điểm quay: Đài Bắc                                                             |
| 2012 | Mai Này Vẫn Yêu Em                                    | Will You Still Love Me Tomorrow? 明天記得愛上我 Míng Tiān Jì Dé Ài Shàng Wǒ | Trịnh Vỹ Trung (nam chính)                               | Phạm Hiểu Tuyên Thạch Cẩm Hàng Hạ Vu Kiều Kha Vũ Luân Huỳnh Gia Lạc | Nước sản xuất: Đài Loan Giám chế: Lý Liệt Đạo diễn: Trần Tuấn Lâm Khai máy: 06/2012 Công chiếu: 03/04/2013 Địa điểm quay: Đài Bắc Blu-ray 29/11/2013              |
| 2011 | Khuynh Thành Chi Lệ                                   | The Allure Of Tears 傾城之淚 Qīng Chéng Zhī Lèi                             | Đinh Đại Khả (nam chính)                                 | Lương Vịnh Kỳ Mạch Kiêu Trần Kiều Ân Châu Đông Vũ Lý Trị Đình       | Nước sản xuất: Trung Quốc Đạo diễn: Huỳnh Chân Chân Khai máy: 08/2011 Công chiếu: 22/12/2011 Địa điểm quay: Thượng Hải Blu-ray 18/05/2012                         |
| 2011 | Song Thành Kế Trong Kế                                | Scheme With Me 雙城計中計 Shuāng Chéng Jì Zhōng Jì                          | Quỷ Liễm (nam chính)                                     | Đằng Cách Nhĩ Hùng Nãi Cẩn Lưu Thừa Tuân Ông Hồng Cửu Khổng         | Nước sản xuất: Trung Quốc Đạo diễn: Phan An Tử Khai máy: 03/2011 Công chiếu: 24/02/2012 Địa điểm quay: Thượng Hải, Gia Dục Quan                                   |
| 2011 | Ngũ Nguyệt Thiên Truy Mộng 3DNA                       | Mayday 3DNA 五月天追夢3DNA Zhuī Mèng Zhī Lǚ                                 | Tiểu Tề (khách mời vai tài xế xe taxi)                   | Ngũ Nguyệt Thiên Lưu Nhược Anh Lâm Tuyết                            | Nước sản xuất: Đài Loan Đạo diễn: Tôn Văn Yến, Trương Vinh Cát Khai máy: 02/2011 Công chiếu: 15/09/2011 Địa điểm quay: Đài Bắc, Thượng Hải Blu-ray 25/12/2011     |
| 2010 | Dương Môn Nữ Tướng chi Quân Lệnh Như Sơn              | Legendary Amazons 楊門女將之軍令如山 Yáng Mén Nǚ Jiāng                      | Dương Tông Bảo (nam chính)                               | Trương Bá Chi Lưu Hiểu Khánh Trịnh Bội Bội Châu Hải Mỵ              | Nước sản xuất: Trung Quốc Giám chế: Thành Long Đạo diễn: Trần Huân Kỳ Khai máy: 10/2010 Công chiếu: 18/11/2011 Địa điểm quay: Nội Mông Blu-ray 14/05/2012         |
| 2010 | Long Phụng Điếm Quán ăn Long Phụng                    | Adventure Of The King 龍鳳店 Lóng Fèng Diàn Lung Fung Dim                   | Chính Đức (nam chính) Từ Trinh Khanh (đúp vai khách mời) | Từ Hy Viên Hoắc Tư Yến La Gia Anh Củng Tân Lượng Phan Trường Giang  | Nước sản xuất: Hồng Kông Đạo diễn: Chung Chú Giai Khai máy: 02/2010 Công chiếu: 19/08/2010 Địa điểm quay: Chiết Giang Blu-ray 29/10/2010                          |
| 2010 | Đoạt Mệnh Kim                                         | Life Without Principle 奪命金 Duó Mìng Jīn Dyut Meng Gam                    | Trương Chính Phương (Inspector Cheung) (nam chính)       | Lưu Thanh Vân Hà Vận Thi Hồ Hạnh Nhi Huỳnh Nhật Hoa Huỳnh Trí Hiền  | Nước sản xuất: Hồng Kông Đạo diễn: Đỗ Kỳ Phong Khai máy: 01/2010 Công chiếu: 20/10/2011 Địa điểm quay: Hồng Kông Blu-ray 16/02/2012                               |
| 2010 | Báo Ứng aka Mê Đồ Truy Hung                           | Punished 報應(迷途追凶) Bào Yīng Bou Ying                                   | Diêu Khải Sơ (nam chính)                                 | Huỳnh Thu Sinh Văn Vịnh San Trương Khả Di                           | Nước sản xuất: Hồng Kông Giám chế: Đỗ Kỳ Phong Đạo diễn: La Vĩnh Xương Khai máy: 01/2010 Công chiếu: 05/05/2011 Địa điểm quay: Hồng Kông Blu-ray 18/08/2011       |
| 2009 | Đường Bá Hổ Điểm Thu Hương 2                          | Flirting Scholar 2 唐伯虎點秋香2 Táng Bó Hǔ Diǎn Qiū Xiāng                  | Từ Trinh Khanh (một trong 4 nam chính)                   | Huỳnh Hiểu Minh Trương Tịnh Sơ Châu Lập Ba Trần Bách Tường          | Nước sản xuất: Hồng Kông Đạo diễn: Lý Lực Trì Khai máy: 12/2009 Công chiếu: 09/07/2010 Địa điểm quay: Chiết Giang Blu-ray 03/09/2010                              |
| 2009 | Hỏa Long Đối Quyết                                    | Fire Of Conscience 火龍對決 Huǒ Lóng Duì Jué For Lung                       | Kỷ Thiếu Quần (Inspector Kee) (nam chính)                | Lê Minh Từ Nhược Tuyên Vương Bảo Cường Diệp Tuyền Liêu Khải Trí     | Nước sản xuất: Hồng Kông Đạo diễn: Lâm Siêu Hiền Khai máy: 06/2009 Công chiếu: 01/04/2010 Địa điểm quay: Hồng Kông Blu-ray 14/05/2010                             |
| 2008 | Ngoài Ý Muốn Tai nạn Ám sát                           | Accident 意外 Yì Wài Yi Ngoi                                                | Trần Phương Châu (Chan Fong-chow) (nam chính)            | Cổ Thiên Lạc Hàn Vũ Cần Diệp Tuyền Lâm Tuyết                        | Nước sản xuất: Hồng Kông Giám chế: Đỗ Kỳ Phong Đạo diễn: Trịnh Bảo Thụy Khai máy: 03/2008 Công chiếu: 17/09/2009 Địa điểm quay: Hồng Kông Blu-ray 11/11/2009      |
| 2008 | Bộ Đôi Cọc Cạch                                       | Lady Cop and Papa Crook 大搜查之女 Dà Sōu Chá Zhī Nǚ Daai Sau Cha           | Cao Cao (Gogo) (khách mời vai vũ nam)                    | Trịnh Tú Văn Trần Dịch Tấn Diệp Tuyền Từ Tử San                     | Nước sản xuất: Hồng Kông Đạo diễn: Mạch Thiệu Huy, Trang Văn Cường Khai máy: 01/2008 Công chiếu: 23/12/2008 Địa điểm quay: Hồng Kông Blu-ray 27/02/2009           |
| 2008 | Phong Vân Quyết                                       | Storm Rider Clash Of Evils 風雲決 Fēng Yún Jué                              | Nhiếp Phong (lồng tiếng)                                 | Tạ Đình Phong Hàn Tuyết                                             | Nước sản xuất: Trung Quốc Đạo diễn: Lâm Siêu Hiền Công chiếu: 19/07/2008 Blu-ray 27/03/2009                                                                       |
| 2007 | Siêu Xạ Thủ                                           | The Sniper 神鎗手 Shén Qiāng Shǒu Sun Cheung Sau                            | Phương Khắc Minh (Hartman Fang) (nam chính)              | Trần Quán Hy Huỳnh Hiểu Minh Diệp Tuyền Lâm Bảo Di                  | Nước sản xuất: Hồng Kông Đạo diễn: Lâm Siêu Hiền Khai máy: 07/2007 Công chiếu: 09/04/2009 Địa điểm quay: Hồng Kông Blu-ray 27/05/2009                             |
| 2007 | Hợp Đồng Tình Nhân                                    | Contract Lover 合約情人 Hé Yuē Qíng Rén Hup Yeu Ching Yan                   | Hoắc Khải Phát (nam chính)                               | Phạm Băng Băng Từ Tử San Nguyên Hoa                                 | Nước sản xuất: Hồng Kông Đạo diễn: Trương Kiên Đình Khai máy: 03/2007 Công chiếu: 16/08/2007 Địa điểm quay: Bắc Kinh, Quảng Đông                                  |
| 2007 | Chúc Mừng Sinh Nhật                                   | Happy Birthday 生日快樂 Shēng Rì Kuài Lè Sun Yat Fai Lok                    | Nhậm Hiền Tề (Richie Jen) (khách mời)                    | Lưu Nhược Anh Cổ Thiên Lạc Tăng Bảo Nghi                            | Nước sản xuất: Hồng Kông Đạo diễn: Mã Sở Thành Khai máy: 01/2007 Công chiếu: 18/01/2007 Địa điểm quay: Hồng Kông                                                  |
| 2005 | Tha - Đuổi Lưu vong                                   | Exiled 放·逐 Fàng - Zhú Fong Juk                                            | Trần cảnh ty (Sergeant Chen) (khách mời vai cảnh sát)    | Huỳnh Thu Sinh Ngô Trấn Vũ Nhậm Đạt Hoa Trương Gia Huy              | Nước sản xuất: Hồng Kông Đạo diễn: Đỗ Kỳ Phong Khai máy: 11/2005 Công chiếu: 19/10/2006 Địa điểm quay: Hồng Kông, Ma Cao Blu-ray 09/07/2008                       |
| 2005 | Tái Sinh Một đôi trời sinh Xứng đôi vừa lứa           | 2 Become 1 天生一對 Tiān Shēng Yī Duì Tin Sun Yut Dui                       | Trương Vĩnh Uy (Vincent 'V' Cheung) (nam chính)          | Dương Thiên Hoa Cốc Tổ Lâm Lâm Gia Đống Trắc Điền                   | Nước sản xuất: Hồng Kông Giám chế: Đỗ Kỳ Phong Đạo diễn: La Vĩnh Xương Khai máy: 09/2005 Công chiếu: 02/03/2006 Địa điểm quay: Hồng Kông                          |
| 2004 | Đột Kích Seoul                                        | Seoul Raiders 韓城攻略 Hán Chéng Gōng Luè Hon shing gung leuk               | Lý Ngạo Văn (Owen Lee) (nam chính)                       | Lương Triều Vỹ Thư Kỳ                                               | Nước sản xuất: Hồng Kông Đạo diễn: Mã Sở Thành Khai máy: 12/2004 Công chiếu: 05/02/2005 Địa điểm quay: Hồng Kông, Hàn Quốc                                        |
| 2004 | Đại Sự Kiện Tin giờ chót                              | Breaking News 大事件 Dà Shì Jiàn Dai Si Gin                                 | Trần Nhất Nguyên (Yuen) (nam chính)                      | Trần Tuệ Lâm Trương Gia Huy Trương Triệu Huy Thiệu Mỹ Kỳ            | Nước sản xuất: Hồng Kông Đạo diễn: Đỗ Kỳ Phong Khai máy: 02/2004 Công chiếu: 10/06/2004 Địa điểm quay: Hồng Kông Blu-ray 03/04/2009                               |
| 2003 | 20 30 40                                              | Twenty Thirty Forty 20.30.40                                                | Vương (khách mời vai huấn luyện viên tennis)             | Trương Ngải Gia Lưu Nhược Anh Lý Tâm Khiết                          | Nước sản xuất: Đài Loan Đạo diễn: Trương Ngải Gia Khai máy: 12/2003 Công chiếu: 05/03/2004 Địa điểm quay: Đài Loan                                                |
| 2003 | Hoa Đẹp Trăng Tròn                                    | Elixir Of Love 花好月圓 Huā Hǎo Yuè Yuán Dut hiu yuet yuen                  | Thẩm Mộng Khê (nam chính)                                | Dương Thiên Hoa Chung Trấn Đào Cát Dân Huy Lâm Tuyết                | Nước sản xuất: Hồng Kông Đạo diễn: Diệp Cẩm Hồng Khai máy: 11/2003 Công chiếu: 05/02/2004 Địa điểm quay: Thượng Hải                                               |
| 2003 | Phi Ưng                                               | Silver Hawk 飛鷹 Fēi Yīng                                                   | Văn Nhân (Rich Man) (nam chính)                          | Dương Tử Quỳnh Lý Băng Băng                                         | Nước sản xuất: Hồng Kông Đạo diễn: Mã Sở Thành Khai máy: 03/2003 Công chiếu: 15/01/2004 Địa điểm quay: Thượng Hải, Nhật Bản                                       |
| 2003 | Phía Sau Tầng 6                                       | Truth or Dare: 6th Floor Rear Flat 六樓后座 Liù Lóu Hòu Zuò                 | (khách mời vai cảnh sát)                                 | Lâm Gia Hân Lư Xảo Âm Sâm Mỹ                                        | Nước sản xuất: Hồng Kông Đạo diễn: Huỳnh Chân Chân Khai máy: 02/2003 Công chiếu: 04/06/2003 Địa điểm quay: Hồng Kông                                              |
| 2003 | Tuyệt Chủng Hảo Nam Nhân Anh chàng dễ thương          | Honesty 絕種好男人 Jué Zhǒng Hǎo Nán Rén Chuet Chung Ho Nam Yun             | Tăng Chí Vỹ (Moses Tsang Mo-Xi) (nam chính)              | Trương Bá Chi Lý San San Đỗ Văn Trạch Huỳnh Hạo Nhiên Lưu Khải Uy   | Nước sản xuất: Hồng Kông Đạo diễn: Vương Tinh Khai máy: 01/2003 Công chiếu: 01/05/2003 Địa điểm quay: Hồng Kông                                                   |
| 2002 | Hảo Tâm Tương Ái                                      | Summer I Love You 好心相愛 (天荒情未老) Hǎo Xīn Xiàng Ài Hiu Sam Seung Oi   | Lek (tên tiếng Thái) (nam chính)                         | Lư Xảo Âm                                                           | Nước sản xuất: Hồng Kông Đạo diễn: Dương Dũng, La Kim Tuyền Khai máy: 01/2002 Công chiếu: 19/09/2002 Địa điểm quay: Thái Lan                                      |
| 2001 | Hãy Lấy Người Giàu Có                                 | Marry A Rich Man 嫁個有錢人 Jià Gè Yǒu Qián Rén Ga Goh Yau Chin Yan         | A Đản (Christmas Yam) (nam chính)                        | Trịnh Tú Văn                                                        | Nước sản xuất: Hồng Kông Đạo diễn: Cốc Đức Chiêu Khai máy: 11/2001 Công chiếu: 07/02/2002 Địa điểm quay: Ý, Hồng Kông                                             |
| 2001 | Sinh Tử Cấp Tốc                                       | Life Express 生死速遞 Shēng Sǐ Sù Dì Sang Sei Chok Dai                      | Ngô Trí Viễn (nam chính)                                 | Lâm Tâm Như Kha Thụ Lương Kha Hữu Luân Khuất Trung Hằng             | Nước sản xuất: Đài Loan Đạo diễn: Dương Thế Quang, Kha Thụ Lương Khai máy: 09/2001 Công chiếu: 26/12/2001 Địa điểm quay: Đài Bắc                                  |
| 2000 | Mùa Hè & Mo-Mo-Cha Mối tình mùa hè                    | Summer Holiday 夏日的麼麼茶 Xià Rì De Mo Mo Chá Ha Yat Dik Mo Mo Cha        | Mo-Mo-Cha (tên tiếng Malaysia) (nam chính)               | Trịnh Tú Văn Trịnh Bân Huy Thẩm Ngạo Quân Quang Lương A Ngưu        | Nước sản xuất: Hồng Kông Đạo diễn: Mã Sở Thành Khai máy: 01/2000 Công chiếu: 12/08/2000 Địa điểm quay: Malaysia                                                   |
| 1998 | Mỹ Lệ Tân Thế giới                                    | A Beautiful New World 美麗新世界 Měi Lì Xīn Shì Jiè                         | Tiểu Bạch (khách mời)                                    | Khương Võ Đào Hồng Ngũ Bách                                         | Nước sản xuất: Đài Loan Đạo diễn: Thi Nhuận Cửu Khai máy: 1998 Công chiếu: 19/02/1999 Địa điểm quay: Đài Loan                                                     |
| 1998 | Chai Thủy Tinh Bản lĩnh đàn ông                       | Gorgeous 玻璃樽 Bō Lý Zūn Boh Lei Chun                                      | Long Nhất (Yi Lung) (khách mời)                          | Thành Long Thư Kỳ Lương Triều Vỹ Châu Hoa Kiện Châu Tinh Trì        | Nước sản xuất: Hồng Kông Giám chế: Thành Long Đạo diễn: Cốc Đức Chiêu Khai máy: 1999 Công chiếu: 06/02/1999 Địa điểm quay: Đài Loan, Hồng Kông Blu-ray 02/12/2010 |
| 1998 | Tinh Nguyện Nước mắt của trời                         | Fly Me To Polaris 星願 Xīng Yuàn                                            | Dương Hy Thông Trác Chí Văn (Onion/Cheuk) (nam chính)    | Trương Bá Chi Tô Vĩnh Khang Tăng Chí Vỹ                             | Nước sản xuất: Hồng Kông Đạo diễn: Mã Sở Thành Khai máy: 1999 Công chiếu: 21/08/1999 Địa điểm quay: Hồng Kông                                                     |
| 1998 | Đời Con Bọ Đội đặc công côn trùng Nguy cơ trùng trùng | A Bug's Life 蟲蟲特攻隊 蟲蟲危機                                            | Phi Lực (Flik) (lồng tiếng)                              | Đào Tinh Doanh                                                      | Nước sản xuất: Mỹ Đạo diễn: John Lasseter, Andrew Stanton |
| 1994 | Báo Cáo Sếp 3                                         | No Sir 3 報告班長3 Bào Gào Bān Zhǎng                                        | Ngãi Đức Hoa (nam thứ)                                   | Lâm Chí Dĩnh Kim Thành Vũ Trần Vi Dân                               | Nước sản xuất: Đài Loan Đạo diễn: Kim Ngao Huân Khai máy: 1994 Công chiếu: 25/06/1994 Địa điểm quay: Đài Loan                                                     |
| 1993 | Ngạo Không Thần Ưng: Muốn bay                         | Top Cool 傲空神鷹：想飛 Ào Kōng Shén Yīng ~ Xiǎng Fēi                       | Phương Can Nguyên (nam thứ)                              | Triệu Văn Tuyên Ngô Thanh Liên                                      | Nước sản xuất: Đài Loan Đạo diễn: Kim Ngao Huân Khai máy: 1993 Công chiếu: 1993 Địa điểm quay: Đài Loan                                                           |
| 1991 | Quan Binh Bắt Cường Đạo                               | Cops and Robbers 官兵捉強盜 Guān Bīng Zhuō Qiáng Dào                        | Ngô Đài Sinh (nam thứ)                                   | Trần Tùng Dũng Vương Quốc Hoa                                       | Nước sản xuất: Đài Loan Đạo diễn: Châu Đằng Khai máy: 1991 Công chiếu: 1991 Địa điểm quay: Đài Loan                                                               |

### Phim truyền hình
| Năm  | Tựa phim                                 | Tựa tiếng Anh / Tiếng Hoa / Phiên âm          | Vai diễn                            | Bạn diễn                                                                           | Ghi chú |
| ---- | ---------------------------------------- | --------------------------------------------- | ----------------------------------- | ---------------------------------------------------------------------------------- | --- |
| 2004 | Chí Tôn Gia Duyên                        | Supreme Fate 富豪海灣至尊家緣                 | Richie Jen Nhậm Hiền Tề (khách mời) | Liêu Bích Nhi Đường Văn Long Liêu Khải Trí Tào Vĩnh Liêm                           | Nước sản xuất: Đài truyền hình: TVB Khách mời tập 3 Người chị đanh đá của tôi |
| 2001 | Bí Mật Hổ Phách Quan Âm Tân Sở Lưu Hương | The New Adventures of Chor Lau-Heung 新楚留香 | Sở Lưu Hương (nam chính)            | Lâm Tâm Như Lê Tư Lê Diệu Tường Trương Vệ Kiện Trần Pháp Dung Dương Cung Như       | Nước sản xuất: Nhà sản xuất: Dương Đăng Khôi Đạo diễn: Vương Tinh Khai máy: 2001 Công chiếu: 2001 Địa điểm quay: Bắc Kinh Số tập: 40 Đài truyền hình: CTS (Hoa Thị)                 |
| 1999 | Tiếu ngạo giang hồ                       | State Of Divinity 2000 笑傲江湖               | Lệnh Hồ Xung (nam chính)            | Viên Vịnh Nghi Trần Đức Dung Tống Đạt Dân Lưu Tuyết Hoa Thái Xán Đắc Khương Đại Vệ | Nước sản xuất: Nhà sản xuất: Dương Bội Bội Đạo diễn: Lý Huệ Dân, Lại Thủy Thanh Khai máy: 1999 Công chiếu: 2000 Địa điểm quay: Tứ Xuyên Số tập: 52 Đài truyền hình: CTV (Trung Thị) |
| 1998 | Thần điêu đại hiệp Thần điêu hiệp lữ     | The Return Of Condor Lover 神鵰俠侶           | Dương Qua (nam chính)               | Ngô Thanh Liên Tôn Hưng Lục Nguyệt Lưu Tư Từ Thiếu Cường Trần Hồng                 | Nước sản xuất: Nhà sản xuất: Dương Bội Bội Đạo diễn: Lại Thủy Thanh Khai máy: 1998 Công chiếu: 1998 Địa điểm quay: Vân Nam Số tập: 47 Đài truyền hình: TTV (Đài Thị)                |
| 1994 | Chuyện Tình Đài Bắc                      | Taipei Love Story 台北愛情故事                | Hắc Cẩu (nam chính)                 | Tào Lan                                                                            | Nước sản xuất: Số tập: 04 |
| 1994 | Hoàng Phi Hồng và Thập Tam Dì            | Master Huang 黃飛鴻與十三姨                   | Lương Khoan (nam thứ)               | Trương Thần Quang Mã Cảnh Đào                                                      | Nước sản xuất: Số tập: 30 Đài truyền hình: CTV (Trung Thị) |
| 1994 | Khi Tỉnh Mộng                            | Dreams Awakening 夢醒時分                     | Phương Thanh Vượng (nam chính)      | Trương Đình                                                                        | Nước sản xuất: Số tập: 20 Đài truyền hình: CTV (Trung Thị) |
| 1994 | Cô Đơn Giữa Dòng Đời                     | The Orphans 人海孤鴻                          | Lương Quang Minh (nam thứ)          | Điềm Nữu Hồng Kim bảo                                                              | Nước sản xuất: Số tập: 24 |
| 1992 | Ký Ức Khó Phai                           | Hard To Forget 意難忘                         | Trương Đại Quán (nam chính)         | Du Tiểu Phàm                                                                       | Nước sản xuất: Số tập: 32 Đài truyền hình: CTS (Hoa Thị) |

### Phim thần tượng âm nhạc
| Năm  | Tựa phim                        | Tựa tiếng Anh / Tiếng Hoa / Phiên âm           | Vai diễn                         | Bạn diễn                     | Ghi chú                                                                          |
| ---- | ------------------------------- | ---------------------------------------------- | -------------------------------- | ---------------------------- | -------------------------------------------------------------------------------- |
| 2002 | Mãi Mãi Đêm Dài Nấm đấm sinh tử | Never Ending Night 永遠永遠永遠的永夜 生死拳擊 | Tiểu Tề Nhậm Hiền Tề (nam chính) | Trác Văn Tuyên Trương Lập Uy | Nước sản xuất: Đạo diễn: Nhậm Hiền Tề, Trương Trung Nhất Địa điểm quay: Đài Loan |

### Phim Tài liệu
| Năm  | Tựa phim           | Tựa tiếng Anh / Tiếng Hoa / Phiên âm | Vai diễn                                 | Bạn diễn                                  | Ghi chú |
| ---- | ------------------ | ------------------------------------ | ---------------------------------------- | ----------------------------------------- | --- |
| 2013 | Ma Tổ Dạo Đài Loan | Mazu Procession 媽祖迺台灣           | Nhậm Hiền Tề giới thiệu về lễ rước Ma Tổ | Phỏng vấn những người tham gia rước Ma Tổ | Nước sản xuất: Sản xuất: Nhậm Hiền Tề Đạo diễn: Nhậm Hiền Tề Khai máy: 04/2013 Công chiếu: 25/04/2014 Địa điểm quay: Đài Trung, Chương Hóa, Khê Châu, Tây Loa, Tân Cảng, Sa Lộc |

## Nhạc phim
2014
1. Ủng hộ đến cùng 挺到底
Nhạc phim Ma Tổ Dạo Đài Loan / Ca khúc chủ đề phim 媽祖迺台灣
2. Tình yêu của đôi ta hoàn mỹ khi có nhau 我的愛有你才完美
Nhạc phim Đại Hán Hiền Hậu Vệ Tử Phu / Ca khúc trong phim 大漢賢後衛子夫
 Song ca: Châu Lệ Kỳ
3. Không để tâm 不在乎
Nhạc phim Bộ Bộ Kinh Tình / Ca khúc trong phim 步步驚情

2013
1. Sự tồn tại điên cuồng 瘋狂的存在
Nhạc phim Lan Lăng vương / Ca khúc trong phim 蘭陵王

2011
1. Bướng bỉnh 任性
Nhạc phim Song Thành Kế Trong Kế / Ca khúc chủ đề 雙城計中計
2. Bất Tín Tà 不信邪 (chỉ tin vào chính mình)
Nhạc phim Nghĩa Khí Anh Hùng / Ca khúc chủ đề 真的漢子
3. Đối Chiết 對摺 (đem những ký ức đẹp nhất cất giữ vào con tim)
Nhạc phim Khuynh Thành Chi Lệ / Ca khúc chủ đề 傾城之淚
4. Khuynh Thành Chi Lệ 傾城之淚 
Nhạc phim Khuynh Thành Chi Lệ / Ca khúc chủ đề tiếng Quảng Đông 傾城之淚
5. Chỉ Huy Gia 指揮家 
Nhạc phim Khuynh Thành Chi Lệ / Ca khúc trong phim 傾城之淚
 Nhạc phim Cặp Đôi Rắc Rối / Ca khúc chủ đề 真愛找麻煩
6. Tôi Thích Thế Đấy 我就是喜歡這樣 
Nhạc phim Tình Yêu À, Ôi Em Bằng Lòng / Ca khúc chủ đề 愛啊哎呀我願意
 Song ca: Đinh Đang
7. Ánh Sáng 光芒 
Nhạc phim Tình Yêu À, Ôi Em Bằng Lòng / Ca khúc trong phim 愛啊哎呀我願意
8. Kỳ Tích Hoàn Mỹ 完美的奇蹟 
Nhạc phim Tình Yêu À, Ôi Em Bằng Lòng / Ca khúc trong phim 愛啊哎呀我願意

2010
1. Pháo Hoa 煙火
Nhạc phim Hỏa Long Đối Quyết / Ca khúc chủ đề 火龍對決 
Song ca: Lê Minh
2. Tâm Can Bảo Bối 心肝寶貝
Nhạc phim Long Phụng Điếm / Ca khúc chủ đề 龍鳳店
Song ca: Từ Hy Viên
3. Thiên Trường Địa Cửu 天長地久
Nhạc phim Long Phụng Điếm / Ca khúc trong phim 龍鳳店
4. Hí Phụng 戲鳳
Nhạc phim Long Phụng Điếm / Ca khúc cuối phim 龍鳳店

2009
1. Phong Vân Quyết 風雲決
Nhạc phim Phong Vân Quyết / Ca khúc chủ đề 風雲決
2. Vết Thương Khi Yêu 愛妳在傷口 
 Nhạc phim Siêu Xạ Thủ / Ca khúc chủ đề 神鎗手

2007
1. Kung-fu Cha-cha 功夫恰恰
Nhạc phim Hợp Đồng Tình Nhân / Ca khúc chủ đề 合約情人
2. Vẫn Còn Anh 還有我
Nhạc phim Hợp Đồng Tình Nhân / Ca khúc trong phim 合約情人

2006
1. Ý Trời Chỉ Định 天生註定
Nhạc phim Tái Sinh / Ca khúc chủ đề 天生一對 
Song ca: Dương Thiên Hoa
2. Ước Hẹn Trời Xanh 約定藍天
Nhạc phim Anh Hùng Cảm Tử Quân / Ca khúc cuối phim 追日英雄

2005
1. Mãi Không Lùi Bước 永不退縮
Nhạc phim Nỗi Niềm Chàng Rể / Ca khúc chủ đề 雙響炮
2. I Feel Good
Nhạc phim Nỗi Niềm Chàng Rể / Ca khúc chủ đề 雙響炮
3. Khóc Cho Thoải Mái 哭個痛快
Nhạc phim Nỗi Niềm Chàng Rể / Ca khúc trong phim 雙響炮
4. Lưỡng Cực 兩極
Nhạc phim Phong Vân 2: Long Hổ Tranh Hùng / Ca khúc chủ đề 風雲2

2004
1. Đêm Trăng Tròn Hoa Đẹp 花好月圓夜
Nhạc phim Hoa Đẹp Trăng Tròn / Ca khúc chủ đề 花好月圓
Song ca: Dương Thiên Hoa
2. Thiếu Niên Du 少年遊
Nhạc phim Hoa Đẹp Trăng Tròn / Ca khúc trong phim 花好月圓
3. Em Là Bà Xã Anh 妳是我老婆
Nhạc phim Chí Tôn Gia Duyên / Ca khúc trong phim 富豪海灣至尊家緣

2003
1. Ánh Trăng Nói Hộ Lòng Anh 月亮代表我的心
Nhạc phim Tuyệt Chủng Hảo Nam Nhân / Ca khúc chủ đề 絕種好男人
2. Mưa Tháng Ba 三月小雨
Nhạc phim Càn Long Hạ Giang Nam / Ca khúc chủ đề 乾隆下江南
Hợp ca: Tiểu Trùng, Huỳnh Phẩm Nguyên

2002
1. Đêm Dài 永夜
Nhạc phim Mãi Mãi Đêm Dài / Ca khúc chủ đề 永遠永遠永遠的永夜
2. Không Nỡ 捨不得
Nhạc phim Mãi Mãi Đêm Dài / Ca khúc trong phim 永遠永遠永遠的永夜
3. Thế giới Của Tình yêu 愛的世界
Nhạc phim Hảo Tâm Tương Ái / Ca khúc chủ đề 好心相愛
4. Sẽ không khiến em cô đơn nữa 不再讓妳孤單
Nhạc phim Hảo Tâm Tương Ái / Ca khúc trong phim 好心相愛
5. Tôi là người Giàu Có 我是有錢人
Nhạc phim Lấy Chồng Giàu Có / Ca khúc chủ đề 嫁個有錢人
6. Tiểu Bạch Liễm 小白臉
Nhạc phim Lấy Chồng Giàu Có / Ca khúc trong phim 嫁個有錢人
7. Thiếu Niên Du 少年遊 
Nhạc phim Tùy Đường Anh Hùng Truyện / Ca khúc chủ đề 隋唐英雄傳

2001
1. Phi Điểu 飛鳥 (chim yến)
Nhạc phim Bí Mật Hổ Phách Quan Âm / Ca khúc cuối phim 新楚留香
2. Hoa Thơm 花太香
Nhạc phim Bí Mật Hổ Phách Quan Âm / Ca khúc chủ đề 新楚留香 
Nhạc phim Đại Túy Hiệp / Ca khúc chủ đề 大醉侠
3. Đi Ngàn Vạn Dặm 走了千萬裏
Nhạc phim Yên Vũ Giang Nam / Ca khúc chủ đề 煙舞江南

2000
1. Bọt Sóng Lăn Tăn 浪花一朵朵
Nhạc phim Mùa Hè & Mo-Mo-Cha / Ca khúc chủ đề 夏日的麼麼茶
Hợp ca: Quang Lương, A Ngưu
2. Em Bằng Lòng, Anh Bằng Lòng 妳願意我願意
Nhạc phim Mùa Hè & Mo-Mo-Cha / Ca khúc trong phim 夏日的麼麼茶
3. Không Chết Được 死不了
Nhạc phim Tiếu ngạo giang hồ / Ca khúc đầu phim 笑傲江湖
4. Chân Trời 天涯
Nhạc phim Tiếu ngạo giang hồ / Ca khúc cuối phim 笑傲江湖
5. Tiểu Tuyết 小雪
Nhạc phim Tiếu ngạo giang hồ / Ca khúc cuối phim 笑傲江湖
6. Tiếng Cười Của Biển 滄海壹聲笑
Nhạc phim Tiếu ngạo giang hồ / Ca khúc chủ đề 笑傲江湖
7. Mùa Xuân Hoa Sẽ Nở 春天花會開
Nhạc phim Biển Báo Tình Yêu / Ca khúc chủ đề 愛情急轉彎
8. Nước Mắt Trên Gương Mặt Em 流著淚的妳的臉
Nhạc phim Biển Báo Tình Yêu / Ca khúc trong phim 愛情急轉彎
9. Huynh Đệ 兄弟
Nhạc phim Võ Trạng nguyên Tô Xán / Ca khúc chủ đề 武狀元蘇燦

1999
1. Ngọn Nến 烛光
Nhạc phim Tinh Nguyện / Ca khúc chủ đề 星願
2. Hạnh Phúc Trao Em 给你幸福
Nhạc phim Tinh Nguyện / Ca khúc trong phim 星願

1998
1. Nhậm Tiêu Dao 任逍遙 (Ung dung tự tại)
Nhạc phim Thần điêu hiệp lữ / Ca khúc chủ đề 神鵰俠侶
2. Thương Tâm Thái Bình Dương 傷心太平洋 (Nỗi đau tựa biển Thái Bình)
Nhạc phim Thần điêu hiệp lữ / Ca khúc cuối phim 神鵰俠侶

1997
1. Như Thế Cũng Tốt 這樣也好
Nhạc phim Vị Cay Tình Yêu / Ca khúc chủ đề 愛情麻辣燙

1996
1. Mềm Lòng 心太軟
Nhạc phim Hôn Nhân vật Ngữ / Ca khúc chủ đề 婚姻物語
2. Khóc Cho Thoải Mái 哭個痛快
Nhạc phim Hôn Nhân vật Ngữ / Ca khúc cuối phim 台灣靈異事件

1991
1. Để Em Đi 讓你走 
Nhạc phim Quan Binh Bắt Cường Đạo / Ca khúc chủ đề 官兵抓強盜

## Biểu diễn

### Các liveshow, tour diễn cá nhân[22]
| Tên buổi diễn | Ngày Tháng | Địa điểm                | Nơi biểu diễn                                 | Ghi chú |
| --- | ---------- | ----------------------- | --------------------------------------------- | --- |
| TỀ TÍCH LIVE (Ban nhạc Ngũ Nguyệt Thiên)                                                                                    | 08/11/1998 | Đài Loan: Đài Bắc       | Taipei International Convention Center (TICC) | Liveshow cảm ơn fans khi đĩa hát bán được 1 triệu đĩa (không bán vé) Khách mời: Châu Hoa Kiện, Mạc Văn Úy, Tiểu Trùng, Trần Thăng, Từ Hoài Ngọc |
| TỀ TÍCH LIVE (Ban nhạc Ngũ Nguyệt Thiên)                                                                                    | 14/03/1998 | Đài Loan: Gia Nam       |                                               | |
| TỀ TÍCH LIVE (Ban nhạc Ngũ Nguyệt Thiên)                                                                                    | 17/03/1998 | Đài Loan: Phụ Nhân      |                                               | KINH TẾ TỀ TÍCH |
| TỀ TÍCH LIVE (Ban nhạc Ngũ Nguyệt Thiên)                                                                                    | 18/03/1998 | Đài Loan: Đông Ngô      |                                               | |
| TỀ TÍCH LIVE (Ban nhạc Ngũ Nguyệt Thiên)                                                                                    | 20/03/1998 | Đài Loan: Vĩnh Xuân     |                                               | THĂNG TỀ ĐIỂN LỄ |
| TỀ TÍCH LIVE (Ban nhạc Ngũ Nguyệt Thiên)                                                                                    | 24/03/1998 | Đài Loan: Minh Tân      |                                               | |
| TỀ TÍCH LIVE (Ban nhạc Ngũ Nguyệt Thiên)                                                                                    | 28/03/1998 | Đài Loan: Đại Diệp      |                                               | TỀ TÍCH TÁI HIỆN |
| THIÊN HÀNG ĐẠI NHẬM | 26/06/1999 | Hồng Kông               | Hong Kong Coliseum Sân khấu Hồng Quán         | Khách mời: Mạc Văn Úy |
| THIÊN HÀNG ĐẠI NHẬM | 27/06/1999 | Hồng Kông               | Hong Kong Coliseum Sân khấu Hồng Quán         | Khách mời: Mạc Văn Úy |
| TỀ TÂM TỀ LỰC | 14/08/1999 | Đài Loan: Bình Đông     | Howard Beach Resort Kenting                   | Quyên góp cho quỹ từ thiện Đài Đông |
| TÂM THÁI NHUYỄN | 25/11/1999 | Hoa Kỳ: Atlantic City   | Trump Plaza                                   | |
| TÂM THÁI NHUYỄN | 27/11/1999 | Hoa Kỳ: Atlantic City   | Trump Plaza                                   | |
| TÂM THÁI NHUYỄN | 28/11/1999 | Hoa Kỳ: Atlantic City   | Trump Plaza                                   | |
| Tua diễn vòng quanh Thế giới LÃNG MẠN PHONG BÃO                                                                             | 08/07/2000 | Trung Quốc: Bắc Kinh    | Capital Indoor Stadium                        | Khách mời: Mạc Văn Úy |
| Tua diễn vòng quanh Thế giới LÃNG MẠN PHONG BÃO                                                                             | 09/07/2000 | Trung Quốc: Bắc Kinh    | Capital Indoor Stadium                        | |
| Tua diễn vòng quanh Thế giới LÃNG MẠN PHONG BÃO                                                                             | 16/07/2000 | Trung Quốc: Thiên Tân   | Minyuan Stadium                               | |
| Tua diễn vòng quanh Thế giới LÃNG MẠN PHONG BÃO                                                                             | 21/07/2000 | Trung Quốc: Ôn Châu     | Wenzhou Sports Centre                         | |
| Tua diễn vòng quanh Thế giới LÃNG MẠN PHONG BÃO                                                                             | 23/07/2000 | Trung Quốc: Thượng Hải  | Hongkou Football Stadium                      | |
| Tua diễn vòng quanh Thế giới LÃNG MẠN PHONG BÃO                                                                             | 29/07/2000 | Trung Quốc: Chư Kỵ      | Shaoxing Indoor Stadium                       | |
| SUMMER | 17/08/2000 | Hồng Kông               | Hong Kong Coliseum Sân khấu Hồng Quán         | Đêm diễn từ thiện |
| SUMMER | 18/08/2000 | Hồng Kông               | Hong Kong Coliseum Sân khấu Hồng Quán         | Đêm diễn trực tiếp phát qua vệ tinh lần đầu tiên ở Sân khấu Hồng Quán                                                                           |
| SUMMER | 19/08/2000 | Hồng Kông               | Hong Kong Coliseum Sân khấu Hồng Quán         | Đêm diễn trực tiếp phát qua vệ tinh lần đầu tiên ở Sân khấu Hồng Quán                                                                           |
| SUMMER | 20/08/2000 | Hồng Kông               | Hong Kong Coliseum Sân khấu Hồng Quán         | Đêm diễn trực tiếp phát qua vệ tinh lần đầu tiên ở Sân khấu Hồng Quán                                                                           |
| Tua diễn vòng quanh Thế giới TỀ KHAI TÂM (Ban nhạc Fire Band aka RICHIE'S FIRE BAND)                                        | 18/11/2000 | Singapore               | Singapore Indoor Stadium                      | |
| Tua diễn vòng quanh Thế giới TỀ KHAI TÂM (Ban nhạc Fire Band aka RICHIE'S FIRE BAND)                                        | 22/11/2000 | Hoa Kỳ: Atlantic City   | Tropicana Casino Resort                       | |
| Tua diễn vòng quanh Thế giới TỀ KHAI TÂM (Ban nhạc Fire Band aka RICHIE'S FIRE BAND)                                        | 23/11/2000 | Hoa Kỳ: Atlantic City   | Tropicana Casino Resort                       | |
| Tua diễn vòng quanh Thế giới TỀ KHAI TÂM (Ban nhạc Fire Band aka RICHIE'S FIRE BAND)                                        | 01/12/2000 | Hoa Kỳ: Silicon Valley  | San Jose Civic Auditorium                     | |
| Tua diễn vòng quanh Thế giới TỀ KHAI TÂM (Ban nhạc Fire Band aka RICHIE'S FIRE BAND)                                        | 02/12/2000 | Hoa Kỳ: Los Angeles     | Pasadena Civic Auditorium                     | |
| Tua diễn vòng quanh Thế giới TỀ KHAI TÂM (Ban nhạc Fire Band aka RICHIE'S FIRE BAND)                                        | 09/02/2001 | Canada: Toronto         | Hershey Centre                                | |
| Tua diễn vòng quanh Thế giới TỀ KHAI TÂM (Ban nhạc Fire Band aka RICHIE'S FIRE BAND)                                        | 10/02/2001 | Canada: Vancouver       | Pacific Coliseum                              | |
| Tua diễn vòng quanh Thế giới TỀ KHAI TÂM (Ban nhạc Fire Band aka RICHIE'S FIRE BAND)                                        | 24/02/2001 | Malaysia: Kuala Lumpur  | Putra Indoor Stadium                          | |
| Tua diễn vòng quanh Thế giới TỀ KHAI TÂM (Ban nhạc Fire Band aka RICHIE'S FIRE BAND)                                        | 14/07/2001 | Trung Quốc: Thẩm Dương  | Wulihe Stadium                                | THẾ KỶ TỀ DUYÊN |
| Tua diễn vòng quanh Thế giới TỀ KHAI TÂM (Ban nhạc Fire Band aka RICHIE'S FIRE BAND)                                        | 28/07/2001 | Trung Quốc: Thành Đô    | Chengdu Sports Centre                         | BĂNG LỰC THẬP TÚC |
| Tua diễn vòng quanh Thế giới TỀ KHAI TÂM (Ban nhạc Fire Band aka RICHIE'S FIRE BAND)                                        | 27/10/2001 | Trung Quốc: Quảng Châu  | Tianhe Stadium                                | |
| Tua diễn vòng quanh Thế giới TỀ KHAI TÂM (Ban nhạc Fire Band aka RICHIE'S FIRE BAND)                                        | 15/12/2001 | Trung Quốc: Thâm Quyến  | Shenzhen Stadium                              | ĐẠT TẠO TỀ TÍCH |
| Tua diễn vòng quanh Thế giới TỀ KHAI TÂM (Ban nhạc Fire Band aka RICHIE'S FIRE BAND)                                        | 20/04/2002 | Hoa Kỳ: Atlantic City   | Trump Plaza                                   | |
| Tua diễn vòng quanh Thế giới TỀ KHAI TÂM (Ban nhạc Fire Band aka RICHIE'S FIRE BAND)                                        | 16/05/2002 | Hồng Kông               | Hong Kong Coliseum Sân khấu Hồng Quán         | Khách mời: Maggie Q, Lư Xảo Âm, Mạc Văn Úy, Trịnh Tú Văn, Trương Vũ, Trương Bá Chi, Lưu Đức Hoa                                                 |
| Tua diễn vòng quanh Thế giới TỀ KHAI TÂM (Ban nhạc Fire Band aka RICHIE'S FIRE BAND)                                        | 17/05/2002 | Hồng Kông               | Hong Kong Coliseum Sân khấu Hồng Quán         | Khách mời: Maggie Q, Lư Xảo Âm, Mạc Văn Úy, Trịnh Tú Văn, Trương Vũ, Trương Bá Chi, Lưu Đức Hoa                                                 |
| Tua diễn vòng quanh Thế giới TỀ KHAI TÂM (Ban nhạc Fire Band aka RICHIE'S FIRE BAND)                                        | 18/05/2002 | Hồng Kông               | Hong Kong Coliseum Sân khấu Hồng Quán         | Khách mời: Maggie Q, Lư Xảo Âm, Mạc Văn Úy, Trịnh Tú Văn, Trương Vũ, Trương Bá Chi, Lưu Đức Hoa                                                 |
| Tua diễn vòng quanh Thế giới TỀ KHAI TÂM (Ban nhạc Fire Band aka RICHIE'S FIRE BAND)                                        | 01/11/2002 | Hoa Kỳ: San Francisco   | San Jose Civic Auditorium                     | |
| Tua diễn vòng quanh Thế giới TỀ KHAI TÂM (Ban nhạc Fire Band aka RICHIE'S FIRE BAND)                                        | 06/11/2002 | Canada: Toronto         | Hummingbird Centre                            | |
| Tua diễn vòng quanh Thế giới TỀ KHAI TÂM (Ban nhạc Fire Band aka RICHIE'S FIRE BAND)                                        | 10/11/2002 | Canada: Vancouver       | Queen Elizabeth Theatre                       | |
| Tua diễn vòng quanh Thế giới TỀ KHAI TÂM (Ban nhạc Fire Band aka RICHIE'S FIRE BAND)                                        | 28/11/2002 | Hoa Kỳ: Connecticut     | Mohegan Sun Arena                             | Diễn 2 buổi Khách mời: Tô Tuệ Luân |
| Tua diễn vòng quanh Thế giới TỀ KHAI TÂM (Ban nhạc Fire Band aka RICHIE'S FIRE BAND)                                        | 17/04/2003 | Úc: Sydney              | Sydney Entertainment Centre                   | |
| Tua diễn vòng quanh Thế giới TỀ KHAI TÂM (Ban nhạc Fire Band aka RICHIE'S FIRE BAND)                                        | 19/04/2003 | Úc: Melbourne           | Crown Casino and Entertainment Complex        | Khách mời: A Ngưu |
| Tua diễn vòng quanh Thế giới TỀ KHAI TÂM (Ban nhạc Fire Band aka RICHIE'S FIRE BAND)                                        | 06/06/2003 | Indonesia: Jakarta      | Hailai Alcohol                                | Khách mời: Tô Tuệ Luân |
| Tua diễn vòng quanh Thế giới TỀ KHAI TÂM (Ban nhạc Fire Band aka RICHIE'S FIRE BAND)                                        | 02/08/2003 | New Zealand: Auckland   | North Shore Events Centre                     | |
| Tua diễn vòng quanh Thế giới TỀ TỀ NGOẠN TỀ TRƯỞNG ĐẠI NHẤT TỀ XƯỚNG TỀ HỒI GIA (Ban nhạc Fire Band aka RICHIE'S FIRE BAND) | 30/04/2004 | Hồng Kông               | Hong Kong Coliseum Sân khấu Hồng Quán         | TỀ TỀ NGOẠN Khách mời: Dương Thiên Hoa, Trần Tuệ Lâm, Chung Trấn Đào, Tô Vĩnh Khang                                                             |
| Tua diễn vòng quanh Thế giới TỀ TỀ NGOẠN TỀ TRƯỞNG ĐẠI NHẤT TỀ XƯỚNG TỀ HỒI GIA (Ban nhạc Fire Band aka RICHIE'S FIRE BAND) | 01/05/2004 | Hồng Kông               | Hong Kong Coliseum Sân khấu Hồng Quán         | TỀ TỀ NGOẠN Khách mời: Dương Thiên Hoa, Trần Tuệ Lâm, Chung Trấn Đào, Tô Vĩnh Khang                                                             |
| Tua diễn vòng quanh Thế giới TỀ TỀ NGOẠN TỀ TRƯỞNG ĐẠI NHẤT TỀ XƯỚNG TỀ HỒI GIA (Ban nhạc Fire Band aka RICHIE'S FIRE BAND) | 22/05/2004 | Trung Quốc: Bắc Kinh    | Capital Indoor Stadium                        | TỀ TRƯỞNG ĐẠI Khách mời: Tô Vĩnh Khang, Huỳnh Phẩm Nguyên                                                                                       |
| Tua diễn vòng quanh Thế giới TỀ TỀ NGOẠN TỀ TRƯỞNG ĐẠI NHẤT TỀ XƯỚNG TỀ HỒI GIA (Ban nhạc Fire Band aka RICHIE'S FIRE BAND) | 30/05/2004 | Trung Quốc: Thượng Hải  | Hongkou Football Stadium                      | NHẤT TỀ XƯỚNG Khách mời: Trương Tín Triết |
| Tua diễn vòng quanh Thế giới TỀ TỀ NGOẠN TỀ TRƯỞNG ĐẠI NHẤT TỀ XƯỚNG TỀ HỒI GIA (Ban nhạc Fire Band aka RICHIE'S FIRE BAND) | 12/06/2004 | Trung Quốc: Vũ Hán      | Xinhua Road Stadium                           | TỀ HỒI GIA Khách mời: Tô Tuệ Luân, Huỳnh Phẩm Nguyên                                                                                            |
| Tua diễn vòng quanh Thế giới TỀ TỀ NGOẠN TỀ TRƯỞNG ĐẠI NHẤT TỀ XƯỚNG TỀ HỒI GIA (Ban nhạc Fire Band aka RICHIE'S FIRE BAND) | 03/07/2004 | Malaysia: Vân Đính      | Resorts World Genting                         | TỀ TỀ NGOẠN Khách mời: Lý Tâm Khiết |
| Tua diễn vòng quanh Thế giới TỀ TỀ NGOẠN TỀ TRƯỞNG ĐẠI NHẤT TỀ XƯỚNG TỀ HỒI GIA (Ban nhạc Fire Band aka RICHIE'S FIRE BAND) | 24/11/2004 | Hoa Kỳ: Connecticut     | Mohegan Sun Arena                             | Khách mời: Tân Hiểu Kỳ |
| Tua diễn vòng quanh Thế giới TỀ TỀ NGOẠN TỀ TRƯỞNG ĐẠI NHẤT TỀ XƯỚNG TỀ HỒI GIA (Ban nhạc Fire Band aka RICHIE'S FIRE BAND) | 25/11/2004 | Hoa Kỳ: Connecticut     | Mohegan Sun Arena                             | Khách mời: Tân Hiểu Kỳ |
| Tua diễn vòng quanh Thế giới TỀ TỀ NGOẠN TỀ TRƯỞNG ĐẠI NHẤT TỀ XƯỚNG TỀ HỒI GIA (Ban nhạc Fire Band aka RICHIE'S FIRE BAND) | 25/12/2004 | Hoa Kỳ: Las Vegas       | Caesars Palace                                | Khách mời: Lương Tịnh Như |
| Tua diễn vòng quanh Thế giới MỸ MỘNG TỀ NGUYÊN ft Huỳnh Phẩm Nguyên 2005~2011 (Ban nhạc Fire Band aka RICHIE'S FIRE BAND)   | 24/12/2005 | Malaysia: Vân Đính      | Resorts World Genting                         | GIÁNG SINH TỀ NGUYÊN |
| Tua diễn vòng quanh Thế giới MỸ MỘNG TỀ NGUYÊN ft Huỳnh Phẩm Nguyên 2005~2011 (Ban nhạc Fire Band aka RICHIE'S FIRE BAND)   | 11/08/2006 | Trung Quốc: Bắc Kinh    | Đại lễ đường Nhân dân                         | Đại lễ đường Nhân dân là nơi diễn ra các kì họp Quốc hội, lần đầu tiên mở cửa cho ca sĩ biểu diễn Khách mời: Châu Hoa Kiện                      |
| Tua diễn vòng quanh Thế giới MỸ MỘNG TỀ NGUYÊN ft Huỳnh Phẩm Nguyên 2005~2011 (Ban nhạc Fire Band aka RICHIE'S FIRE BAND)   | 11/10/2006 | Hồng Kông               | Hong Kong Coliseum Sân khấu Hồng Quán         | Khách mời: Lâm Tuyết |
| Tua diễn vòng quanh Thế giới MỸ MỘNG TỀ NGUYÊN ft Huỳnh Phẩm Nguyên 2005~2011 (Ban nhạc Fire Band aka RICHIE'S FIRE BAND)   | 12/10/2006 | Hồng Kông               | Hong Kong Coliseum Sân khấu Hồng Quán         | |
| Tua diễn vòng quanh Thế giới MỸ MỘNG TỀ NGUYÊN ft Huỳnh Phẩm Nguyên 2005~2011 (Ban nhạc Fire Band aka RICHIE'S FIRE BAND)   | 17/02/2007 | Úc: Sydney              | The Star                                      | |
| Tua diễn vòng quanh Thế giới MỸ MỘNG TỀ NGUYÊN ft Huỳnh Phẩm Nguyên 2005~2011 (Ban nhạc Fire Band aka RICHIE'S FIRE BAND)   | 18/02/2007 | Úc: Sydney              | The Star                                      | |
| Tua diễn vòng quanh Thế giới MỸ MỘNG TỀ NGUYÊN ft Huỳnh Phẩm Nguyên 2005~2011 (Ban nhạc Fire Band aka RICHIE'S FIRE BAND)   | 30/06/2007 | Hoa Kỳ: San Francisco   | Lake Tahoe                                    | |
| Tua diễn vòng quanh Thế giới MỸ MỘNG TỀ NGUYÊN ft Huỳnh Phẩm Nguyên 2005~2011 (Ban nhạc Fire Band aka RICHIE'S FIRE BAND)   | 12/02/2011 | Hoa Kỳ: Connecticut     | Foxwoods Resort Casino                        | |
| Tua diễn vòng quanh Thế giới MỸ MỘNG TỀ NGUYÊN ft Huỳnh Phẩm Nguyên 2005~2011 (Ban nhạc Fire Band aka RICHIE'S FIRE BAND)   | 13/02/2011 | Hoa Kỳ: Connecticut     | Foxwoods Resort Casino                        | |
| Tua diễn vòng quanh Thế giới (Ban nhạc Fire Band aka RICHIE'S FIRE BAND)                                                    | 18/03/2006 | Trung Quốc: Ôn Châu     | Wenzhou Sports Centre                         | NHẬM HIỀN TỀ MUỐN BAY Khách mời: Mạc Văn Úy, Hoa Nhi Nhạc Đội                                                                                   |
| Tua diễn vòng quanh Thế giới (Ban nhạc Fire Band aka RICHIE'S FIRE BAND)                                                    | 10/06/2006 | Hoa Kỳ: Atlantic City   | ShowBoat Casino                               | Khách mời: Từ Hoài Ngọc |
| Tua diễn vòng quanh Thế giới (Ban nhạc Fire Band aka RICHIE'S FIRE BAND)                                                    | 11/06/2006 | Hoa Kỳ: Atlantic City   | ShowBoat Casino                               | Khách mời: Từ Hoài Ngọc |
| Tua diễn vòng quanh Thế giới (Ban nhạc Fire Band aka RICHIE'S FIRE BAND)                                                    | 02/10/2006 | Hàn Quốc: Seoul         | Walker Hill Casino                            | Khách mời: Triệu Truyền |
| Tua diễn vòng quanh Thế giới (Ban nhạc Fire Band aka RICHIE'S FIRE BAND)                                                    | 06/10/2006 | Trung Quốc: Thẩm Dương  | Wulihe Stadium                                | Khách mời: Dương Thiên Hoa, Huỳnh Phẩm Nguyên                                                                                                   |
| Tua diễn vòng quanh Thế giới (Ban nhạc Fire Band aka RICHIE'S FIRE BAND)                                                    | 28/10/2006 | Trung Quốc: Thành Đô    | Sichuan Provincial Gymnasium                  | |
| Tua diễn vòng quanh Thế giới (Ban nhạc Fire Band aka RICHIE'S FIRE BAND)                                                    | 08/12/2006 | Nhật Bản: Tokyo         | Nerima Culture Center                         | LUYỆN MÃ VĂN HÓA |
| Tua diễn vòng quanh Thế giới (Ban nhạc Fire Band aka RICHIE'S FIRE BAND)                                                    | 31/12/2006 | Trung Quốc: Nam Kinh    | Wutaishan Sport Center                        | Khách mời: Lưu Nhược Anh, Tiểu Trùng |
| Tua diễn vòng quanh Thế giới (Ban nhạc Fire Band aka RICHIE'S FIRE BAND)                                                    | 07/04/2007 | Ma Cao: Ma Cao          | Sands Macao                                   | Khách mời: Huỳnh Phẩm Nguyên |
| Tua diễn vòng quanh Thế giới (Ban nhạc Fire Band aka RICHIE'S FIRE BAND)                                                    | 22/12/2007 | Trung Quốc: Thiên Tân   | Tianjin Sports Center                         | TRỌNG ÔN LÃNG MẠN Khách mời: Huỳnh Phẩm Nguyên, Quách Đức Cương                                                                                 |
| Tua diễn vòng quanh Thế giới (Ban nhạc Fire Band aka RICHIE'S FIRE BAND)                                                    | 09/02/2008 | Hoa Kỳ: Las Vegas       | MGM Grand Garden Arena                        | TỀ THANH HẠ TUẾ Khách mời: Lâm Tâm Như |
| Tua diễn vòng quanh Thế giới LOVE & BELOVED 2008 (Ban nhạc Fire Band aka RICHIE'S FIRE BAND)                                | 04/05/2008 | Hồng Kông               | Hong Kong Coliseum Sân khấu Hồng Quán         | Quyên góp cho quỹ từ thiện Con gái Tiểu Tề lên tặng hoa Khách mời: Vương Uyển Chi, Huỳnh Phẩm Nguyên, Tào Cách                                  |
| Tua diễn vòng quanh Thế giới LOVE & BELOVED 2008 (Ban nhạc Fire Band aka RICHIE'S FIRE BAND)                                | 05/05/2008 | Hồng Kông               | Hong Kong Coliseum Sân khấu Hồng Quán         | Quyên góp cho quỹ từ thiện Con gái Tiểu Tề lên tặng hoa Khách mời: Vương Uyển Chi, Huỳnh Phẩm Nguyên, Tào Cách                                  |
| Tua diễn vòng quanh Thế giới LOVE & BELOVED 2008 (Ban nhạc Fire Band aka RICHIE'S FIRE BAND)                                | 08/11/2008 | Malaysia: Vân Đính      | Resorts World Genting                         | Khách mời: Vương Uyển Chi |
| Tua diễn vòng quanh Thế giới LOVE & BELOVED 2008 (Ban nhạc Fire Band aka RICHIE'S FIRE BAND)                                | 27/11/2008 | Hoa Kỳ: Connecticut     | Mohegan Sun Arena                             | Khách mời: Huỳnh Phẩm Nguyên |
| Tua diễn vòng quanh Thế giới LOVE & BELOVED 2008 (Ban nhạc Fire Band aka RICHIE'S FIRE BAND)                                | 28/11/2008 | Hoa Kỳ: Connecticut     | Mohegan Sun Arena                             | Khách mời: Huỳnh Phẩm Nguyên |
| Tua diễn vòng quanh Thế giới LOVE & BELOVED 2008 (Ban nhạc Fire Band aka RICHIE'S FIRE BAND)                                | 06/12/2008 | Trung Quốc: Cáp Nhĩ Tân | Harbin International Conference Exhibition    | Khách mời: Huỳnh Phẩm Nguyên |
| Tua diễn vòng quanh Thế giới LOVE & BELOVED 2008 (Ban nhạc Fire Band aka RICHIE'S FIRE BAND)                                | 13/12/2008 | Trung Quốc: Trịnh Châu  | Zhengzhou International Convention Centre     | Khách mời: Lưu Nhược Anh, Kha Hữu Luân |
| Tua diễn vòng quanh Thế giới LOVE & BELOVED 2008 (Ban nhạc Fire Band aka RICHIE'S FIRE BAND)                                | 20/12/2008 | Trung Quốc: Hàng Châu   | Yellow Dragon Stadium                         | Khách mời: Trương Thiều Hàm, Kha Hữu Luân |
| Đêm diễn mừng Giáng sinh | 24/12/2008 | Trung Quốc: Bắc Kinh    |                                               | Chỉ bán vé cho Richie's Family fan club Khách mời: Lý Tông Thịnh                                                                                |
| Đêm diễn mừng Giáng sinh | 25/12/2008 | Trung Quốc: Bắc Kinh    | Khách mời: Tiểu Trùng                         | |
| Tua diễn vòng quanh Thế giới (Ban nhạc Fire Band aka RICHIE'S FIRE BAND) 2009-2011 (Ban nhạc MP) 23/07/2011                 | 03/10/2009 | Hoa Kỳ: San Diego       | Harrah’s Rincon Casino Open Sky               | Khách mời: Lưu Nhược Anh |
| Tua diễn vòng quanh Thế giới (Ban nhạc Fire Band aka RICHIE'S FIRE BAND) 2009-2011 (Ban nhạc MP) 23/07/2011                 | 07/10/2009 | Canada: Toronto         | Casino Rama Entertainment Center              | Khách mời: Lưu Nhược Anh |
| Tua diễn vòng quanh Thế giới (Ban nhạc Fire Band aka RICHIE'S FIRE BAND) 2009-2011 (Ban nhạc MP) 23/07/2011                 | 31/12/2009 | Trung Quốc: Thượng Hải  | Shanghai Indoor Stadium                       | Khách mời: Tiểu Trùng, Nông Phu, Châu Lập Ba |
| Tua diễn vòng quanh Thế giới (Ban nhạc Fire Band aka RICHIE'S FIRE BAND) 2009-2011 (Ban nhạc MP) 23/07/2011                 | 20/02/2010 | Ma Cao: Ma Cao          | Grand Hyatt Macau                             | Khách mời: Nông Phu |
| Tua diễn vòng quanh Thế giới (Ban nhạc Fire Band aka RICHIE'S FIRE BAND) 2009-2011 (Ban nhạc MP) 23/07/2011                 | 10/04/2010 | Indonesia: Medan        | Sky Convention Hall                           | |
| Tua diễn vòng quanh Thế giới (Ban nhạc Fire Band aka RICHIE'S FIRE BAND) 2009-2011 (Ban nhạc MP) 23/07/2011                 | 09/05/2010 | Hoa Kỳ: Atlantic City   | ShowBoat Casino                               | |
| Tua diễn vòng quanh Thế giới (Ban nhạc Fire Band aka RICHIE'S FIRE BAND) 2009-2011 (Ban nhạc MP) 23/07/2011                 | 03/07/2010 | Malaysia: Vân Đính      | Resorts World Genting                         | |
| Tua diễn vòng quanh Thế giới (Ban nhạc Fire Band aka RICHIE'S FIRE BAND) 2009-2011 (Ban nhạc MP) 23/07/2011                 | 06/02/2011 | Ma Cao: Ma Cao          | MGM Macau                                     | |
| Tua diễn vòng quanh Thế giới (Ban nhạc Fire Band aka RICHIE'S FIRE BAND) 2009-2011 (Ban nhạc MP) 23/07/2011                 | 23/07/2011 | Malaysia: Vân Đính      | Resorts World Genting                         | Khách mời: A Ngưu |
| Tua diễn vòng quanh Thế giới THẦN MA NHÂN 2012 (Ban nhạc MP + Trịnh Gia Gia)                                                | 18/02/2012 | Hồng Kông               | Hong Kong Coliseum Sân khấu Hồng Quán         | Khách mời: Huỳnh Phẩm Nguyên, Trần Thăng, Ngũ Nguyệt Thiên                                                                                      |
| Tua diễn vòng quanh Thế giới THẦN MA NHÂN 2012 (Ban nhạc MP + Trịnh Gia Gia)                                                | 19/02/2012 | Hồng Kông               | Hong Kong Coliseum Sân khấu Hồng Quán         | Khách mời: Huỳnh Phẩm Nguyên, Tô Vĩnh Khang, Ngũ Nguyệt Thiên, Trần Thăng                                                                       |
| Tua diễn vòng quanh Thế giới THẦN MA NHÂN 2012 (Ban nhạc MP + Trịnh Gia Gia)                                                | 07/07/2012 | Ma Cao: Ma Cao          | Cotai Strip CotaiArena                        | Khách mời: Trần Thăng |
| Tua diễn vòng quanh Thế giới THẦN MA NHÂN 2012 (Ban nhạc MP + Trịnh Gia Gia)                                                | 22/07/2012 | Singapore               | Marina Bay Sands                              | |
| Tua diễn vòng quanh Thế giới THẦN MA NHÂN 2012 (Ban nhạc MP + Trịnh Gia Gia)                                                | 12/10/2012 | Malaysia: Vân Đính      | Resorts World Genting                         | Khách mời: Đinh Đang |
| Tua diễn vòng quanh Thế giới THẦN MA NHÂN 2012 (Ban nhạc MP + Trịnh Gia Gia)                                                | 03/11/2012 | Indonesia: Medan        | Sky Convention Hall                           | Khách mời: Huỳnh Phẩm Nguyên |
| Tua diễn vòng quanh Thế giới TIÊU 2012~2013 (Ban nhạc MP + Trịnh Gia Gia)                                                   | 15/12/2012 | Đài Loan: Đài Bắc       | Nhà thi đấu Đài Bắc Sân khấu Tiểu Cự Đản      | Khách mời: Chân Tử Đan, Ngũ Nguyệt Thiên, Quan Dĩnh                                                                                             |
| Tua diễn vòng quanh Thế giới TIÊU 2012~2013 (Ban nhạc MP + Trịnh Gia Gia)                                                   | 15/02/2013 | Úc: Melbourne           | The Palladium At Crown                        | |
| Tua diễn vòng quanh Thế giới TIÊU 2012~2013 (Ban nhạc MP + Trịnh Gia Gia)                                                   | 16/02/2013 | Úc: Perth               | Crown Theatre Perth                           | Khách mời: Châu Lệ Kỳ |
| Tua diễn vòng quanh Thế giới TIÊU 2012~2013 (Ban nhạc MP + Trịnh Gia Gia)                                                   | 24/03/2013 | Canada: Toronto         | Niagara Fallsview Casino Resort               | |
| Tua diễn vòng quanh Thế giới TIÊU 2012~2013 (Ban nhạc MP + Trịnh Gia Gia)                                                   | 25/03/2013 | Canada: Toronto         | Niagara Fallsview Casino Resort               | |
| Tua diễn vòng quanh Thế giới TIÊU 2012~2013 (Ban nhạc MP + Trịnh Gia Gia)                                                   | 30/03/2013 | Hoa Kỳ: Atlantic City   | Circus Maximus Theater                        | Khách mời: Cửu Khổng |
| Tua diễn vòng quanh Thế giới TIÊU 2012~2013 (Ban nhạc MP + Trịnh Gia Gia)                                                   | 20/04/2013 | Trung Quốc: Bắc Kinh    | Trung tâm MasterCard                          | |
| Tua diễn vòng quanh Thế giới TIÊU 2012~2013 (Ban nhạc MP + Trịnh Gia Gia)                                                   | 30/04/2013 | Trung Quốc: Nam Kinh    | Wutaishan Sport Center                        | |
| Tua diễn vòng quanh Thế giới TIÊU 2012~2013 (Ban nhạc MP + Trịnh Gia Gia)                                                   | 18/05/2013 | Trung Quốc: Thẩm Dương  | Shenyang Olympic Sports Center Stadium        | |
| Tua diễn vòng quanh Thế giới TIÊU 2012~2013 (Ban nhạc MP + Trịnh Gia Gia)                                                   | 25/05/2013 | Singapore               | Singapore Indoor Stadium                      | Khách mời: Huỳnh Hồng Thăng, Cửu Khổng |
| Tua diễn vòng quanh Thế giới TIÊU 2012~2013 (Ban nhạc MP + Trịnh Gia Gia)                                                   | 06/07/2013 | Trung Quốc: Thâm Quyến  | Shenzhen Bay Sports Center                    | Khách mời: Huỳnh Gia Cường |
| Tua diễn vòng quanh Thế giới TIÊU 2012~2013 (Ban nhạc MP + Trịnh Gia Gia)                                                   | 20/07/2013 | Trung Quốc: Hàng Châu   | Yellow Dragon Stadium                         | |
| Tua diễn vòng quanh Thế giới TIÊU 2012~2013 (Ban nhạc MP + Trịnh Gia Gia)                                                   | 03/08/2013 | Trung Quốc: Thượng Hải  | Mercedes-Benz Arena                           | Khách mời: Huỳnh Gia Cường, Ương Cát Mã |
| Tua diễn vòng quanh Thế giới TIÊU 2012~2013 (Ban nhạc MP + Trịnh Gia Gia)                                                   | 10/08/2013 | Trung Quốc: Tây An      | Xian Qujiang International Exhibition Center  | |
| Tua diễn vòng quanh Thế giới TIÊU 2012~2013 (Ban nhạc MP + Trịnh Gia Gia)                                                   | 05/10/2013 | Malaysia: Vân Đính      | Resorts World Genting                         | Khách mời: Huỳnh Gia Cường |
| Tua diễn vòng quanh Thế giới TIÊU 2012~2013 (Ban nhạc MP + Trịnh Gia Gia)                                                   | 26/10/2013 | Trung Quốc: Ninh Ba     | Ningbo Youngor Gymnasium                      | |
| Tua diễn vòng quanh Thế giới TIÊU 2012~2013 (Ban nhạc MP + Trịnh Gia Gia)                                                   | 02/11/2013 | Trung Quốc: Trường Sa   | Hunan International Convention Center         | |
| Tua diễn vòng quanh Thế giới TIÊU 2012~2013 (Ban nhạc MP + Trịnh Gia Gia)                                                   | 16/11/2013 | Trung Quốc: Trịnh Châu  | Zhengzhou International Convention Centre     | |
| Tua diễn vòng quanh Thế giới TIÊU 2012~2013 (Ban nhạc MP + Trịnh Gia Gia)                                                   | 23/11/2013 | Trung Quốc: Hạ Môn      | Jiageng Sport Center Station                  | Khách mời: Huỳnh Gia Cường, Huỳnh Phẩm Nguyên                                                                                                   |
| Tua diễn vòng quanh Thế giới TIÊU 2012~2013 (Ban nhạc MP + Trịnh Gia Gia)                                                   | 30/11/2013 | Trung Quốc: Trùng Khánh | Chongqing People's Grand Hall                 | Khách mời: Tô Vĩnh Khang |

### Các buổi diễn tổ chức cùng ca sĩ khác
| Tên buổi diễn                                        | Ngày Tháng    | Địa điểm                                    | Nơi biểu diễn                                              | Ghi chú                                                                            |
| ---------------------------------------------------- | ------------- | ------------------------------------------- | ---------------------------------------------------------- | ---------------------------------------------------------------------------------- |
| Nhất Tề Úy Nhĩ To Be Together                        | 15/08/1998    | Hồng Kông                                   | Ko Shan Theatre                                            | ft Mạc Văn Úy                                                                      |
| Ái Tình Long Quyến Phong                             | 04~15/10/1998 | Trung Quốc: Côn Minh, Trùng Khánh, Thành Đô |                                                            | ft Tô Tuệ Luân, Ngũ Nguyệt Thiên                                                   |
| Thanh xuân Going                                     | 27/11/1998    | Đài Loan                                    |                                                            | ft A Ngưu, Ngũ Nguyệt Thiên                                                        |
|                                                      | 25/12/1998    | Hoa Kỳ: Las Vegas                           |                                                            | ft Triệu Vịnh Hoa                                                                  |
| Thanh thiếu niên chống ma túy chống đua xe trái phép | 03/04/1999    | Đài Loan: Đài Nam                           |                                                            | ft Đỗ Đức Vỹ, Từ Hoài Ngọc                                                         |
| Vì Love mở liveshow                                  | 24/03/2000    | Malaysia                                    | Sunway Lagoon Theme Park                                   | ft Tô Tuệ Luân, Từ Hoài Ngọc                                                       |
|                                                      | 26/09/2000    | Trung Quốc: Triều Dương                     |                                                            |                                                                                    |
| Richie & Friends                                     | 05/08/2001    | Hồng Kông                                   | Hong Kong Convention and Exhibition Centre                 | ft Huỳnhh Phẩm Nguyên, A Ngưu, Huỳnh Phẩm Quán, Quang Lương                        |
| Richie & Friends                                     | 06/08/2001    | Hồng Kông                                   | Hong Kong Convention and Exhibition Centre                 | ft Huỳnhh Phẩm Nguyên, A Ngưu, Huỳnh Phẩm Quán, Quang Lương                        |
| Cổn Thạch 10 năm                                     | 18/11/2003    | Hồng Kông                                   | Hong Kong Coliseum Sân khấu Hồng Quán                      | ft ca sĩ Cổn Thạch                                                                 |
| Hảo Thuyết Thoại                                     | 11/03/2004    | Hồng Kông                                   | Kowloonbay International Trade & Exhibition Centre (KITEC) | ft Ngũ Nguyệt Thiên                                                                |
| Cực Phẩm Tề Minh                                     | 24/03/2006    | Hồng Kông                                   | Hong Kong Convention and Exhibition Centre                 | ft Huỳnh Phẩm Nguyên                                                               |
| Tiểu Tề Nhiệt Xướng                                  | 25/03/2006    | Hồng Kông                                   | Tsing Ma Bridge                                            |                                                                                    |
| Đông Á Hoa Tinh                                      | 15/12/2008    | Hồng Kông                                   | Hong Kong Coliseum Sân khấu Hồng Quán                      | ft ca sĩ Đông Á                                                                    |
| Toản Thạch Cự Tinh                                   | 08/08/2009    | Hồng Kông                                   | Hong Kong Convention and Exhibition Centre                 | ft Lưu Đức Hoa, Hứa Chí An                                                         |
| Thập Phân Hồng                                       | 19/12/2009    | Malaysia                                    |                                                            |                                                                                    |
| Lệ Tinh Bưu Luân                                     | 17/12/2010    | Singapore                                   |                                                            |                                                                                    |
| Lệ Tinh Bưu Luân                                     | 18/12/2010    | Singapore                                   |                                                            |                                                                                    |
| Lệ Tinh Bưu Luân                                     | 19/12/2010    | Singapore                                   |                                                            |                                                                                    |
| Cổn Thạch 30                                         | 27/11/2010    | Đài Loan: Đài Bắc                           | Nhà thi đấu Đài Bắc                                        | ft ca sĩ Cổn Thạch                                                                 |
| Cổn Thạch 30                                         | 28/11/2010    | Đài Loan: Đài Bắc                           | Nhà thi đấu Đài Bắc                                        | ft ca sĩ Cổn Thạch                                                                 |
| Cổn Thạch 30                                         | 01/05/2011    | Trung Quốc: Bắc Kinh                        | Sân vận động quốc gia Bắc Kinh                             | ft ca sĩ Cổn Thạch                                                                 |
| Cổn Thạch 30                                         | 05/10/2011    | Trung Quốc: Thượng Hải                      |                                                            | ft ca sĩ Cổn Thạch                                                                 |
| Cổn Thạch 30                                         | 06/10/2011    | Trung Quốc: Thượng Hải                      |                                                            | ft ca sĩ Cổn Thạch                                                                 |
| Cổn Thạch 30                                         | 07/10/2011    | Trung Quốc: Thượng Hải                      |                                                            | ft ca sĩ Cổn Thạch                                                                 |
| Cổn Thạch 30                                         | 18/12/2011    | Trung Quốc: Thâm Quyến                      |                                                            | ft ca sĩ Cổn Thạch                                                                 |
| Cổn Thạch 30                                         | 21/07/2012    | Trung Quốc: Hàng Châu                       |                                                            | ft ca sĩ Cổn Thạch                                                                 |
| Cổn Thạch 30                                         | 04/08/2012    | Trung Quốc: Tây An                          |                                                            | ft ca sĩ Cổn Thạch                                                                 |
| Cổn Thạch 30                                         | 11/08/2012    | Trung Quốc: Thành Đô                        |                                                            | ft ca sĩ Cổn Thạch                                                                 |
| Cổn Thạch 30                                         | 20/10/2012    | Trung Quốc: Vũ Hán                          |                                                            | ft ca sĩ Cổn Thạch                                                                 |
| Cổn Thạch 30                                         | 10/11/2012    | Trung Quốc: Nam Kinh                        |                                                            | ft ca sĩ Cổn Thạch                                                                 |
| Cổn Thạch 30                                         | 17/11/2012    | Trung Quốc: Trùng Khánh                     |                                                            | ft ca sĩ Cổn Thạch                                                                 |
| Cổn Thạch 30                                         | 08/12/2012    | Trung Quốc: Quảng Châu                      |                                                            | ft ca sĩ Cổn Thạch                                                                 |
| K Ca Mã Lạp Tùng                                     | 20/04/2012    | Đài Loan: Đài Bắc                           | Legacy Taipei                                              | Khách mời: Cửu Khổng, MP (Magic Power)                                             |
| K Ca Mã Lạp Tùng                                     | 21/04/2012    | Đài Loan: Đài Bắc                           | Legacy Taipei                                              | Khách mời: Cửu Khổng, MP (Magic Power)                                             |
| Xướng Kinh Điển                                      | 05/05/2012    | Đài Loan: Miêu Lật                          |                                                            | ft Châu Hoa Kiện, Huỳnh Phẩm Nguyên                                                |
| Party sinh nhật cosplay                              | 09/06/2013    | Đài Loan: Đài Bắc                           | Legacy Taipei                                              | Khách mời: Cửu Khổng, MP (Magic Power), Huỳnh Phẩm Nguyên                          |
| Mùa hè Mo Mo Tề                                      | 17/08/2013    | Ma Cao: Ma Cao                              | Banyan Tree                                                | Khách mời: MP (Magic Power)                                                        |
| Tân Thành Ái Sinh Mệnh - Kiên Trì Tín Niệm           | 20/11/2013    | Hồng Kông                                   | Hong Kong Convention and Exhibition Centre                 | Khách mời: Huỳnh Gia Cường, Tô Vĩnh Khang, Lương Hán Văn, Trịnh Gia Gia, C AllStar |

## Tay đua
Ngoài âm nhạc và điện ảnh, Nhậm Hiền Tề còn được biết đến với vai trò là một tay đua mô-tô chuyên nghiệp.
| Năm  | Tên cuộc đua                                                                | Nơi tổ chức          | Giải thưởng | Ghi chú |
| ---- | --------------------------------------------------------------------------- | -------------------- | ----------- | --- |
| 1998 | Giải đua mô-tô Việt dã châu Á                                               | Malaysia             | Giải ba     | |
| 2000 | Giải đua mô-tô Việt dã châu Á                                               | Thái Lan             | Giải nhì    | |
| 2001 | Giải đua mô-tô Việt dã châu Á                                               | Malaysia             | Giải nhất   | |
| 2003 | Giải đua mô-tô Việt dã châu Á                                               | Thái Lan             | Hạng 11     | Chấn thương nhẹ |
| 2005 | Giải đua mô-tô Việt dã châu Á                                               | Thái Lan             | Rút lui     | Gãy ngón tay, gãy chân bó bột 1 tháng                                                                               |
| 2011 | Giải đua mô-tô Việt dã vượt sa mạc 2011 Round Taklimakan Rally Championship | Trung Quốc Tân Cương | Rút lui     | - Ngày thi đấu đầu tiên xếp hạng 9 - Ngày thi thứ ba chấn thương - Ngày thi thứ tư gãy xương sườn, tuyên bố rút lui |